# H.M.S. Pinafore
H.M.S. Pinafore, o The Lass that Loved a Sailor (La muchacha que amaba a un marino), es una ópera cómica en dos actos, con música de Arthur Sullivan y libreto de W. S. Gilbert. Pertenece al género de óperas del Savoy y constituyó el primer gran éxito de Gilbert y Sullivan. Estrenada en la Opera Comique en Londres el 25 de mayo de 1878, permaneció en cartel durante 571 representaciones, la segunda temporada más larga para cualquier musical hasta ese entonces, solo superada por la opereta Les cloches de Corneville. H.M.S. Pinafore fue la cuarta colaboración operística entre Gilbert y Sullivan y su primer éxito internacional.
La ópera tiene lugar a bordo del H.M.S. Pinafore, un buque de guerra británico, cuyo capitán tiene una hija, Josephine, que está enamorada de Ralph Rackstraw, un marinero raso sin graduación, a pesar de que su padre planea que se case con el Primer Lord del Almirantazgo británico, sir Joseph Porter. Al principio, Josephine se somete a los deseos de su padre, pero después de un discurso de sir Joseph promoviendo la igualdad entre los hombres, decide escapar con Ralph para casarse. El capitán descubre el plan, pero, al igual que en la mayoría de las óperas de Gilbert y Sullivan, un giro inesperado al final de la obra cambia dramáticamente el rumbo del argumento.
Remontándose a varios de sus poemas en Bab Ballads, Gilbert imbuyó H.M.S. Pinafore de hilaridad y bromas. La sátira presente en la ópera repite y amplía un tema que se había tratado en The Sorcerer, el amor entre miembros de diferentes clases sociales, y se burla de la Marina Real británica, de los políticos parlamentarios y del ascenso de ineptos a posiciones de autoridad. El título de la obra es por sí mismo cómico, ya que yuxtapone el nombre dado a una prenda femenina, pinafore o 'delantal con peto', con las siglas HMS, usadas en los buques de guerra británicos.
H.M.S. Pinafore fue sumamente exitosa y popular en el Reino Unido y Estados Unidos, al igual que otras obras posteriores de Gilbert y Sullivan, como El Mikado y The Pirates of Penzance. Las óperas del Savoy dominaron por más de una década el teatro musical a ambos lados del Atlántico y continúan siendo representadas en la actualidad. La estructura y el estilo de estas óperas fueron imitadas ampliamente y contribuyeron significativamente al desarrollo del teatro musical moderno.

## Antecedentes
En 1875, Richard D'Oyly Carte, entonces gerente del Teatro Royalty, unió a Gilbert y Sullivan para que escribieran una ópera de un acto, Trial by Jury. La obra resultó ser un éxito, por lo que en 1876 Carte reunió un grupo de patrocinadores financieros para crear su propia compañía operística, la Comedy Opera Company, dedicada a la producción y promoción de la ópera cómica inglesa. Con esta compañía, Carte obtuvo finalmente los recursos económicos, luego de varios intentos fallidos, para financiar otra ópera de Gilbert y Sullivan. Esta ópera sería The Sorcerer, la cual también fue un éxito, manteniéndose en cartelera durante 178 representaciones. Para promover la obra, se vendieron partituras de las melodías, las cuales eran tocadas por músicos callejeros.
En lugar de escribir la obra para que fuera producida por el dueño de un teatro, como era usual en la época victoriana, Gilbert, Sullivan y Carte produjeron The Sorcerer usando su propio financiamiento, por lo que pudieron elegir el elenco de la obra sin verse obligados a recurrir a los actores previamente comprometidos con el teatro. De esta manera podían escoger a actores talentosos pero que eran poco conocidos, por lo que sus salarios eran bajos y era más sencillo enseñarles un estilo de actuación realista que se estaba empezando a usar en esa época. Asimismo, al poder elegir el reparto, podían escribir obras que se ajustaran a las habilidades individuales de cada actor. Esto se veía reflejado en el efecto que causaban en la audiencia, tal y como lo relata el crítico contemporáneo Herman Klein: «Secretamente nos maravillábamos con la naturalidad y facilidad con la que [las ocurrencias y absurdidades de Gilbert] eran dichas y actuadas. Porque hasta ese entonces, ningún alma había visto en el escenario seres tan raros y excéntricos pero a la vez intensamente humanos... [Ellos] hacían aparecer por arte de magia un mundo cómico y de auténtico deleite hasta entonces desconocido».
El éxito de The Sorcerer hizo que otra colaboración entre Gilbert y Sullivan fuera inevitable. Carte acordó con sus patrocinadores la financiación de una nueva ópera y Gilbert empezó a trabajar en H.M.S. Pinafore antes del final de 1877. Su padre había sido un cirujano naval, por lo que sentía atracción por el tema marítimo y decidió realizar una obra ambientada en un buque de guerra. El dramaturgo usó como base varias de sus Bab Ballads, muchas de las cuales también tocaban el tema como «Captain Reece» (1868) y «General John» (1867) y algunos personajes de H.M.S. Pinafore también tienen sus prototipos en las Ballads: Dick Deadeye está basado en un personaje de «Woman's Gratitude» (1869); una versión de Ralph Rackstraw aparece en «Joe Go-Lightly» (1867), en donde un marinero se enamora de la hija de un hombre de mucho mayor rango; y Little Buttercup está casi completamente basada en un personaje de «The Bumboat Woman's Story» (1870). El 27 de diciembre de 1877, Gilbert envió a Sullivan, quien se encontraba de vacaciones en la Costa Azul, un boceto de la historia acompañado por la siguiente nota:

No tengo duda de que estarás complacido con [el boceto]. Me hubiera gustado poder discutirlo contigo, ya que hay bastantes chistes que no he escrito aún. Entre otras cosas, una canción (similar a «Judge's Song») para el Primer Lord, narrando su carrera como recadero... oficinista, viajante, socio de un bufete y Primer Lord del Almirantazgo británico. Creo que se puede escribir una espléndida canción con esto. Por supuesto, no se referirá a ningún personaje real —el hecho de que el Primer Lord en la ópera sea un radical del tipo más pronunciado evitará cualquier sospecha de que se trata de una parodia de William Henry Smith—.

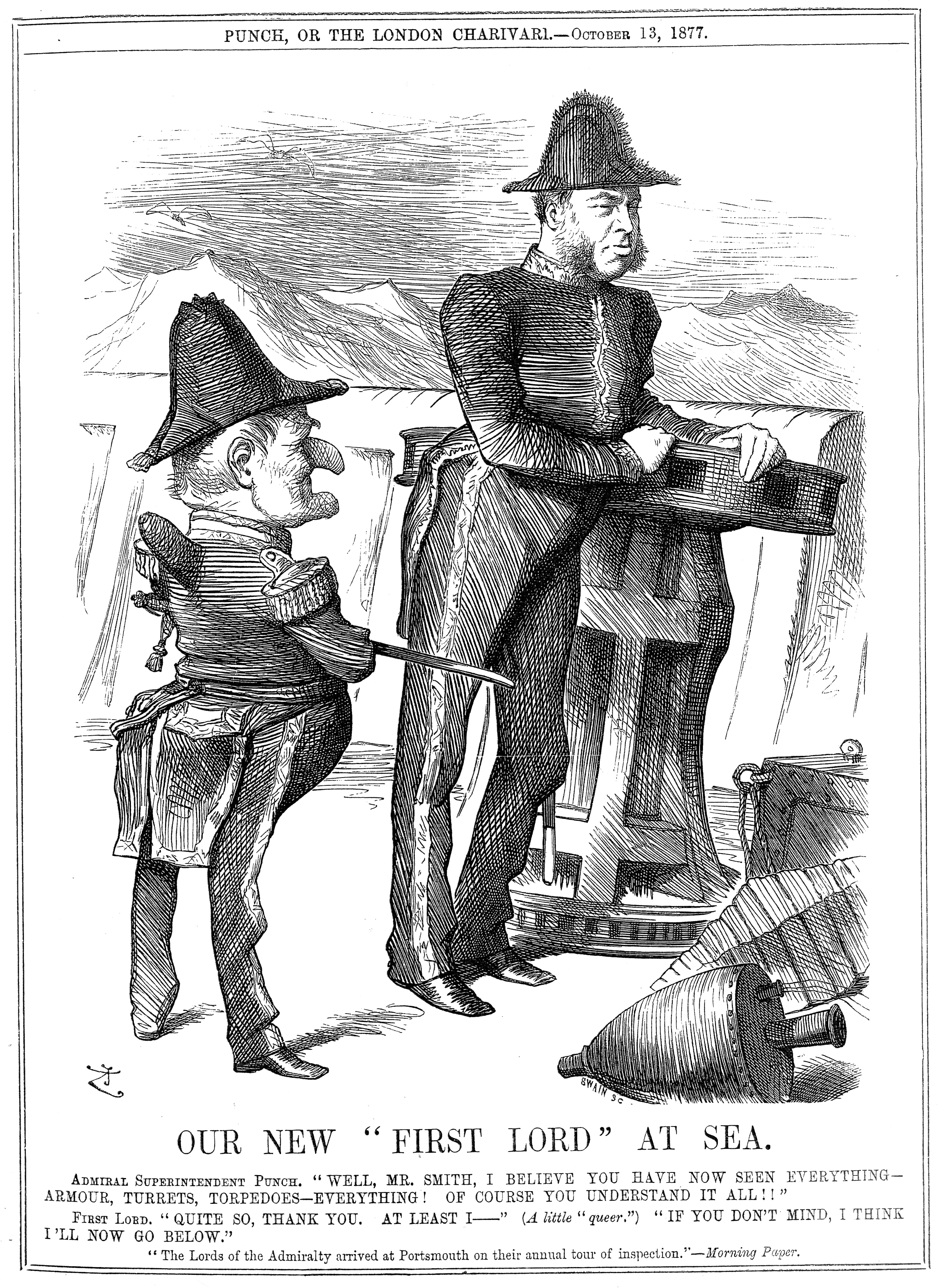
Caricatura en la revista Punch en 1877, satirizando al Primer Lord del Almirantazgo británico, William Henry Smith. El pie de la caricatura dice: «I think I'll now go below» («Creo que ahora bajaré a cubierta»). De igual manera en H.M.S. Pinafore, sir Joseph canta «When the breezes blow / I generally go below» («Cuando la brisa sopla / generalmente bajo a cubierta»).

A pesar de la afirmación de Gilbert, la audiencia, los críticos e incluso el primer ministro identificaron a Joseph Porter con Smith, un político que recientemente había sido nombrado Primer Lord del Almirantazgo pero que no tenía ninguna experiencia marítima ni militar. El boceto fascinó a Sullivan y Gilbert mostró un borrador del argumento a Carte a mediados de febrero de 1878.
Siguiendo el ejemplo de su mentor Thomas William Robertson, Gilbert se esforzó para que el vestuario, el escenario y las actuaciones fueran lo más realistas posibles. Mientras preparaban los decorados para la ópera, Gilbert y Sullivan visitaron Portsmouth en abril de 1878 para examinar las embarcaciones. Allí el escritor dibujó bocetos del HMS Victory y del HMS St Vincent y confeccionó una maqueta a partir de la cual los carpinteros crearon el escenario. La atención prestada a los detalles era típica de la dirección teatral de Gilbert y se repetiría en todas las óperas del Savoy, lo que daba un punto de referencia realista a las obras que resaltaban lo absurdo y extravagante de las situaciones. Al igual que en la mayoría de las primeras producciones de sus óperas, Gilbert sería el director de la producción inicial de H.M.S. Pinafore y, de manera similar a los escenarios, buscaba naturalidad en las actuaciones, evitando interacciones con la audiencia e insistiendo en un estilo de actuación en el que los personajes no parecieran estar al tanto de su propia absurdidad. Este método difería de los estándares del drama victoriano, donde el realismo todavía era un concepto relativamente nuevo y donde la mayoría de los autores tenían poco control sobre cómo sus obras y libretos eran presentados.
Para mediados de abril de 1878, Sullivan estaba trabajando a tiempo completo en la música de la ópera, a pesar de que sufría de fuertes dolores causados por un cálculo renal. El reparto inició los ensayos el 24 de abril bajo la dirección del compositor, mientras que a principios de mayo los dos colaboradores trabajaban arduamente en casa de Sullivan para finalizar la obra. Como era usual para él, Sullivan dejó la obertura para el final, realizando un esbozo y dejando que el director musical de la compañía, Alfred Cellier, la completara.
Gilbert, Sullivan y Carte contrataron nuevamente a la mayoría de los miembros del elenco principal que habían usado en The Sorcerer. En la nota que le envió al compositor en diciembre de 1877, Gilbert sugería que «Mrs. Cripps [Little Buttercup] será un gran papel para Everard. Propongo que no haya otra actriz secundaria... Barrington será un gran capitán y Grossmith un Primer Lord de primera clase». Sin embargo, Howard Paul, quien había interpretado a lady Sangazure, empezaba a tener problemas con la voz y, como ya tenía un contrato para el rol de la prima Hebe en H.M.S. Pinafore, Gilbert trató de ajustar el papel a sus habilidades a pesar de las objeciones de Sullivan. Sin embargo, para mayo de 1878, ambos la querían fuera del reparto, por lo que ella, insatisfecha con su personaje, rescindió el contrato. A menos de una semana del estreno, Carte contrató a la cantante Jessie Bond para que reemplazara a Paul. Bond tenía poca experiencia como actriz, por lo que Gilbert y Sullivan eliminaron la mayoría del diálogo del papel y lo convirtieron en un recitativo. Otros miembros del elenco que no habían participado en The Sorcerer fueron Emma Howson como Josephine y George Power como Ralph Rackstraw.

## Papeles

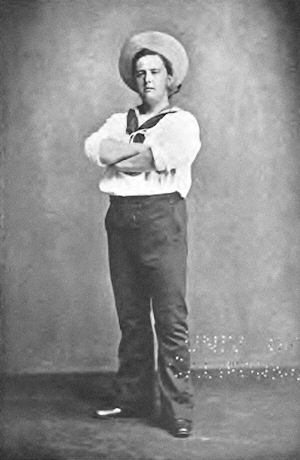
Rutland Barrington en 1908 como el capitán Corcoran al final de la ópera.

- Sir Joseph Porter, Primer Lord del Almirantazgo británico (barítono buffo)
- Capitán Corcoran, comandante del H.M.S. Pinafore (barítono lírico)
- Ralph Rackstraw, marinero de primera clase (tenor)
- Dick Deadeye, marinero de primera clase (barítono bajo)
- Bill Bobstay, segundo contramaestre (barítono)
- Bob Becket, segundo carpintero (bajo)
- Josephine, la hija del capitán (soprano)
- Prima Hebe, prima hermana de sir Joseph (mezzosoprano)
- Little Buttercup, mujer de un bote vivandero de Portsmouth (contralto)
- Coro de las hermanas, primas y tías de sir Joseph y de marineros

## Sinopsis

### Acto I
El buque de guerra británico H.M.S. Pinafore está anclado en Portsmouth. Es mediodía y los marineros se encuentran en el saltillo de popa «limpiando la latonería, atando sogas, etc.».

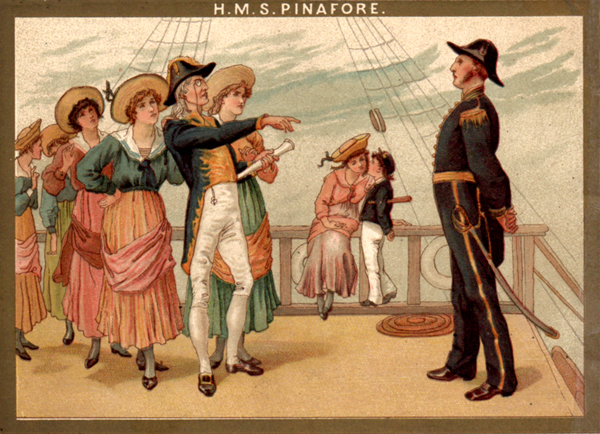
Escena en un programa para una presentación de 1886 en el Teatro Savoy.

Little Buttercup, una vivandera, sube a bordo a vender su mercancía a la tripulación. Ella sugiere que puede estar escondiendo un oscuro secreto bajo la apariencia de una persona frívola. El carpintero del buque dice que nunca ha considerado eso, pero el sombrío y feo Dick Deadeye afirma que «lo ha pensado a menudo». Ralph Rackstraw, «el mozo más inteligente de toda la flota», entra declarando su amor a la hija del capitán, Josephine. Sus compañeros marineros (excepto Dick) le ofrecen sus simpatías, pero no le dan esperanzas, ya que creen que su amor nunca será correspondido.
El capitán saluda a su tripulación y los elogia por su cortesía, diciendo que él nunca («bueno, casi nunca») devuelve los cumplidos usando malas palabras tales como una «gran, gran D» (en referencia a damn, maldición en inglés). Después de que los marineros se marchan, el capitán se lamenta de que su hija no aceptara la propuesta de matrimonio de sir Joseph Porter, el Primer Lord del Almirantazgo británico. Buttercup dice que sabe lo que se siente al haber amado en vano. Mientras ella abandona la escena, el capitán comenta que es «una persona regordeta y agradable». Josephine entra y confiesa a su padre que ama a un marinero raso, pero que es una hija obediente y que se casará con sir Joseph tal y como él desea.
Sir Joseph sube a bordo acompañado por sus hermanas, primas y tías. Luego de contarles a todos cómo se convirtió en el «gobernante de la Marina de la Reina», da una lección de etiqueta. Le dice al capitán que siempre debe decir «if you please» («si me hace el favor») después de una orden, ya que, como sir Joseph dice, «todo marinero británico es igual a cualquier hombre», excepto él. Sir Joseph ha compuesto una canción para ilustrar esta idea y le da una copia a Ralph.
Entusiasmado con las ideas de equidad de sir Joseph, Ralph decide confesarle su amor a Josephine. Sus compañeros se muestran encantados con la idea, a excepción de Dick, quien explica que la equidad es incompatible con el dar y recibir órdenes. Horrorizados ante sus palabras, los marineros hacen que Dick escuche la canción de sir Joseph antes de que todos abandonen la escena, dejando a Ralph solo. Josephine entra y Ralph le confiesa su amor. Aunque a ella le repugnen las atenciones de sir Joseph, sabe que está obligada a casarse con él. Manteniendo sus sentimientos en secreto, rechaza los avances de Ralph.
Ralph llama a sus compañeros y les dice que planea suicidarse. Apunta una pistola a su cabeza, pero cuando está a punto de disparar, Josephine entra proclamando su amor por Ralph. La pareja planea escapar a la costa esa noche y casarse. Dick Deadeye advierte que sus acciones les causarán problemas, pero es ignorado por el alegre conjunto.

### Acto II

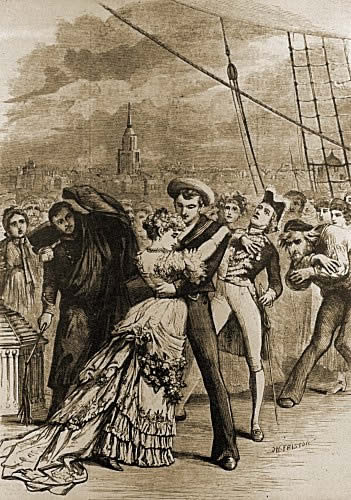
Dibujo de los personajes en el segundo acto (1878) por David Henry Friston.

Más tarde, esa noche, bajo una luna llena, el capitán Corcoran confiesa sus preocupaciones: todos sus amigos lo están abandonando y sir Joseph lo ha amenazado con una corte marcial. Little Buttercup simpatiza con él. El capitán le dice que, si no fuera por sus diferencias de clase social, correspondería a sus sentimientos. Buttercup profetiza que no todas las cosas son como parecen y que le espera un cambio, pero el capitán no la comprende.
Sir Joseph entra y se queja de que Josephine no ha aceptado su propuesta de matrimonio. El capitán especula que probablemente está impresionada por su rango superior y que si sir Joseph puede persuadirla de que el «amor nivela todos los rangos», ella aceptará su propuesta. Cuando sir Joseph comenta esto con Josephine, ella responde que ahora sí está convencida. El capitán y sir Joseph se alegran, pero Josephine, aparte, admite que ahora está más determinada que nunca a casarse con Ralph.
Dick Deadeye intercepta al capitán y lo informa de los planes de fuga de los amantes. El capitán confronta a Ralph y Josephine cuanto están a punto de abandonar la nave. La pareja declara su amor. El capitán, furioso e impasible, dice «Why, damme, it's too bad!» («¡Cómo, maldición, esto es terrible!»). Sir Joseph y sus parientes, que han oído al capitán, quedan impresionados al escuchar malas palabras en un buque y sir Joseph ordena al capitán que vaya a su cabina.
Cuando sir Joseph pregunta qué ha provocado este arrebato, Ralph responde que fue su declaración de amor hacia Josephine. Furioso por esta revelación, sir Joseph ordena que Ralph sea encadenado y llevado al calabozo. Little Buttercup revela su secreto: años atrás, cuando era una niñera, estuvo a cargo de dos niños, uno «de baja condición» y el otro «un patricio». Ella confiesa que «mezcló a los niños y ninguna de las criaturas lo supo... El bebé bien nacido era Ralph; vuestro Capitán era el otro».
Sir Joseph cae en la cuenta de que Ralph debería haber sido el capitán y que el capitán debería haber sido Ralph. El Primer Lord los llama a ambos y salen con el uniforme intercambiado: Ralph es ahora parte de la clase media y está al mando del Pinafore, mientras que el antiguo capitán es ahora un marinero raso. El matrimonio entre sir Joseph y Josephine es ahora imposible, ya que, como él explica, «el amor nivela todos los rangos... en una magnitud considerable, pero no los nivela tanto como eso». Sir Joseph la entrega al nuevo capitán Rackstraw. El antiguo capitán, con su rango disminuido, es libre para casarse con Buttercup. Sir Joseph se establece con su prima Hebe y todo termina en un regocijo general.

## Números musicales

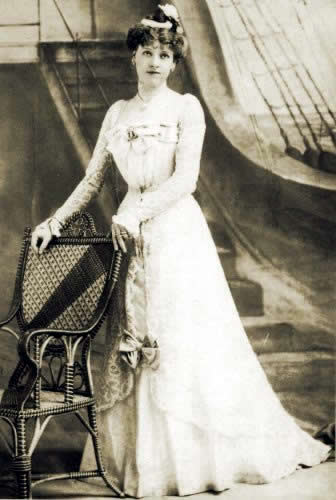
Ruth Vincent como Josephine en 1899.

- Obertura

### Acto I
- 1. «We sail the ocean blue» (Marinos)
- 2. «Hail! men-o'-war's men»... «I'm called Little Buttercup» (Buttercup)
- 2a. «But tell me who's the youth» (Buttercup y el Carpintero)
- 3. «The nightingale» (Ralph y el coro de marinos)
- 3a. «A maiden fair to see» (Ralph y el coro de Marinos)
- 4. «My gallant crew, good morning» (capitán Corcoran y coro de marinos)
- 4a. «Sir, you are sad» (Buttercup y el capitán Corcoran)
- 5. «Sorry her lot who loves too well» (Josephine)
- 5a. Canción de corte: «Reflect, my child» (capitán Corcoran y Josephine)
- 6. «Over the bright blue sea» (coro de las parientes)
- 7. «Sir Joseph's barge is seen» (coro de marinos y de las parientes)
- 8. «Now give three cheers» (capitán Corcoran, sir Joseph, Prima Hebe y coro)
- 9. «When I was a lad» (sir Joseph y coro)
- 9a. «For I hold that on the sea» (sir Joseph, Prima Hebe y coro)
- 10. «A British tar» (Ralph, carpintero, segundo carpintero y coro de marinos)
- 11. «Refrain, audacious tar» (Josephine y Ralph)
- 12. Finale, Acto I: «Can I survive this overbearing?»

### Acto II
(Entreacto)
- 13. «Fair moon, to thee I sing» (capitán Corcoran)
- 14. «Things are seldom what they seem» (Buttercup y el capitán Corcoran)
- 15. «The hours creep on apace» (Josephine)
- 16. «Never mind the why and wherefore» (Josephine, capitán y sir Joseph)
- 17. «Kind Captain, I've important information» (capitán y Dick Deadeye)
- 18. «Carefully on tiptoe stealing» (solo y coro)
- 18a. «Pretty daughter of mine» (capitán y conjunto) y «He is an Englishman» (Carpintero y conjunto)
- 19. «Farewell, my own» (Ralph, Josephine, sir Joseph Porter, Buttercup y coro)
- 20. «A many years ago» (Buttercup y coro)
- 20a. «Here, take her, sir» (sir Joseph, Josephine, Ralph, Prima Hebe y coro)
- 21. Finale: «Oh joy, oh rapture unforeseen» (conjunto) 1

1Incluye repeticiones de varias canciones, concluyendo con «For he is an Englishman».

## Versiones

### Balada «Reflect, my child» para el capitán Corcoran
Durante los ensayos para la producción original, Gilbert añadió una balada para el capitán Corcoran en la cual exhorta a su hija a que olvide al marino común del que está enamorada porque «a cada paso... cometería solecismos que la sociedad nunca podría perdonar». La balada sería interpretada entre las canciones n.º 5 y 6, pero se eliminó antes del estreno. Las letras sobreviven en el libreto que se registró con el Lord Chambelán para obtener los derechos de autor. Antes de 1999, todo lo que sobrevivía de la musicalización de la canción era una copia de la parte del primer violín.
En abril de 1999, los especialistas en Sullivan Bruce I. Miller y Helga J. Perry anunciaron que habían descubierto la orquestación casi completa de la canción, excepto por la parte del segundo violín, en una colección privada. Estos materiales, con una reconstrucción conjetural de las letras perdidas y de la parte del segundo violín, fueron publicados y grabados profesionalmente. Esta pieza ha sido interpretada algunas veces pero no se ha convertido en una adición estándar a la ópera tradicional.

### Diálogo para la prima Hebe
En la versión original del libreto, la prima Hebe tenía líneas de diálogo en varias escenas del Acto II. En la escena que sigue a la canción n.º 14 («Things are seldom what they seem»), acompañaba a sir Joseph en el escenario, haciéndose eco del descontento del Primer Lord con Josephine. Luego de varias interrupciones, sir Joseph le ordena que guarde silencio, a lo que ella responde «Crushed again!» («¡Aplastada de nuevo!»). Gilbert usaría este pasaje más tarde para lady Jane en Patience. Hebe también tenía varias líneas después de la canción n.º 18 («Carefully on tiptoe stealing») y de la canción n.º 19 («Farewell, my own»).
Más adelante en los ensayos para la producción original, Jessie Bond asumió el papel de Hebe, reemplazando a Howard Paul. Bond, quien no tenía experiencia como actriz, no se sintió capaz de realizar el diálogo y estas líneas fueron eliminadas del libreto. En algunas ocasiones, el diálogo de Hebe es incluido en presentaciones modernas.

### Recitativo antes del final del Acto II
El diálogo antes del final del Acto II, iniciando con «Here, take her sir, and mind you treat her kindly», era originalmente un recitativo. La música para este pasaje fue impresa en la primera edición de las letras como N.° 20a. Poco después del estreno, el recitativo fue eliminado y desde entonces las líneas fueron interpretadas como un diálogo. Este recitativo no es representado comúnmente.

## Producciones

### Producción inicial

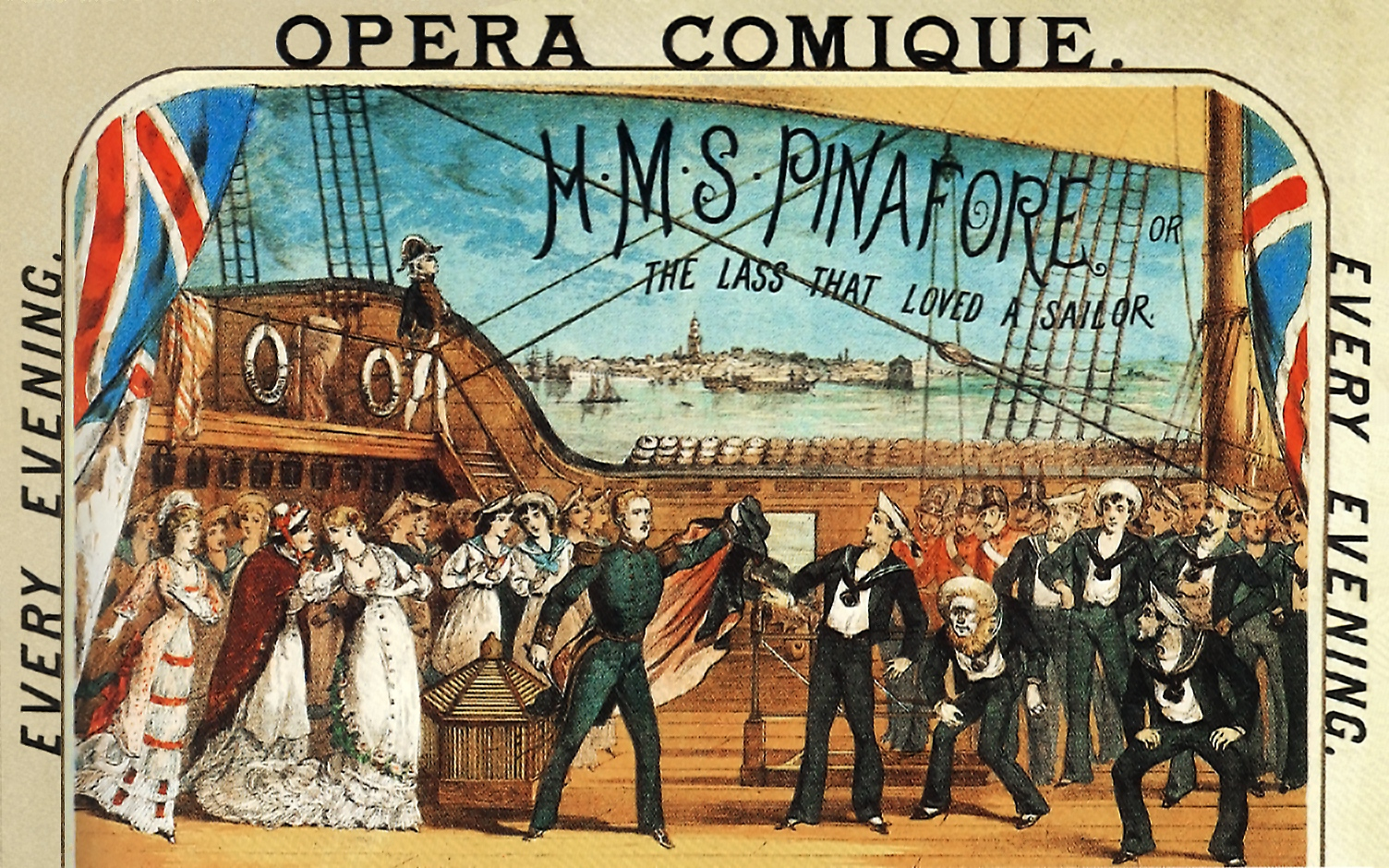
Cartel de la producción original de 1878.

H.M.S. Pinafore se estrenó el 25 de mayo de 1878 en la Opera Comique con Sullivan como director ante una audiencia entusiasta. Poco después, sin embargo, se redujo la venta de entradas, lo que generalmente se atribuyó a una ola de calor que hacía que estar en la Opera Comique fuera particularmente incómodo ese verano. El historiador Michael Ainger pone en duda esta justificación ya que las olas de calor de 1878 fueron de poca duración. Sin embargo, para mediados de agosto, Sullivan escribió a su madre que el clima había mejorado y que eso sería bueno para el espectáculo. Mientras tanto, los cuatro socios de Carte en la Comedy Opera Company empezaron a dudar de la rentabilidad de la ópera y colocaron avisos de cierre.
Para promocionar la obra, Carte realizó una presentación de matiné el 6 de julio en The Crystal Palace, mientras que a finales de agosto, Sullivan usó parte de la música de H.M.S. Pinafore con arreglos de su asistente Hamilton Clarke en varios promenade concerts en el Royal Opera House. Para septiembre, la ópera estaba siendo representada con el aforo completo, se estaban realizando giras por las provincias con éxito y se vendieron más de 10 000 copias de las partituras para piano.
Gracias al éxito de la obra, Carte, Gilbert y Sullivan tenían recursos suficientes para producir ellos mismos sus obras, por lo que el productor persuadió al dúo de que una sociedad de negocios entre los tres sería lucrativa y diseñaron un plan para separarse de la Comedy Opera Company. El contrato entre Gilbert y Sullivan y la compañía otorgaba los derechos de H.M.S. Pinafore a la compañía durante su temporada inicial. La Opera Comique se cerró en Navidad de 1878 y reabrió a finales de enero de 1879 para reparar el alcantarillado para cumplir con el Public Health Act 1875 (Ley de Salud Pública de 1875), por lo que el trío argumentó que este receso daba por finalizada la temporada inicial y por lo tanto terminaban los derechos de la compañía. Carte arrendó personalmente la Opera Comique por un plazo de seis meses a partir del 1 de febrero de 1879, la fecha en la que la ópera volvía a presentarse. Al final de dicho plazo, el empresario planeaba avisar a los socios de la Comedy Opera Company que sus derechos sobre la obra y el teatro habían terminado.

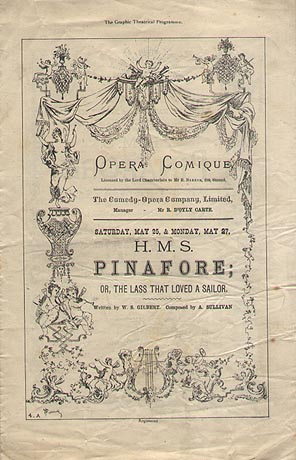
Portada del programa del estreno de H.M.S. Pinafore.

Mientras tanto, varias versiones no autorizadas de la ópera empezaron a representarse en EE. UU. con gran éxito, iniciando con una producción que se estrenó en Boston el 25 de noviembre de 1878. La obra se convirtió en una fuente de citas populares, tales como el intercambio entre los marinos y el capitán:
«What, never?» («¿Qué, nunca?»)
«No, never!» («¡No, nunca!»)
«What, never?» («¿Qué, nunca?»)
«Well, hardly ever!» («¡Bueno, casi nunca!»)
En febrero de 1879, se reanudaron las presentación de la ópera en la Opera Comique y en abril se reanudaron las giras por las provincias con dos compañías teatrales, una con Richard Mansfield como sir Joseph y la otra con W. S. Penley en ese papel. Carte viajó a Nueva York en junio con la esperanza de aprovechar la popularidad de la obra en los Estados Unidos para realizar una producción «auténtica», cuyos ensayos estarían supervisados directamente por el autor y el compositor. Para esto rentó un teatro y seleccionó un elenco no solo para H.M.S. Pinafore, sino también para una nueva ópera de Gilbert y Sullivan que se estrenaría en Nueva York y para las compañías que realizarían giras en los alrededores.
A inicios de julio de 1879, tal y como había acordado con Carte y Gilbert, Sullivan notificó a los demás socios de la Comedy Opera Company que no renovarían el contrato para producir H.M.S. Pinafore y que requería que le devolvieran las partituras de su música el 31 de julio. Los disgustados socios comunicaron que pretendían representar la ópera en otro teatro y demandaron a Carte y compañía. También ofrecieron al elenco londinense y al que se encontraba de gira más dinero para que participaran en su producción, pero aunque algunos coristas aceptaron la oferta solo uno de los actores principales, el señor Dymott, aceptó. Los socios arrendaron el Imperial Theatre, pero carecían de escenografía para la ópera, por lo que el 31 de julio, enviaron a un grupo de matones a robar los decorados durante el segundo acto de la presentación nocturna en la Opera Comique. Gilbert no estaba presente esa noche y Sullivan se recuperaba de una cirugía para remover un cálculo renal, pero los tramoyistas y el elenco lograron repeler a los atacantes y proteger la escenografía, aunque algunos, incluyendo al director de escena Richard Barker, resultaron lastimados. La presentación continuó hasta que alguien gritó «¡Fuego!», pero George Grossmith, quien interpretaba a sir Joseph salió a calmar a la audiencia; la policía llegó poco después a restaurar el orden y la presentación pudo ser completada. Gilbert demandó a los antiguos socios por su puesta en escena de la ópera, pero el tribunal permitió que la producción continuara. A partir del 1 de agosto, los socios presentaron la obra en el Imperial Theatre, pero la transfirieron al Olympic Theatre (Teatro Olympic) en septiembre. Aunque la producción obtuvo buenas críticas y la venta de entradas era buena, fue cancelada en octubre después de 91 presentaciones. La disputa se arregló en los tribunales dos años más tarde, cuando un juez falló a favor de Carte.
Tras su regreso a Londres, Carte formó una nueva sociedad con Gilbert y Sullivan para repartir los beneficios de sus espectáculos de manera equitativa. Mientras tanto H.M.S Pinafore continuó presentándose hasta el 20 de febrero de 1880, cuando terminó su temporada inicial de 571 presentaciones. Solo otra obra musical había tenido una temporada más larga hasta entonces, la opereta de Robert Planquette Les cloches de Corneville.

### H.M.S. Pinaforeen los Estados Unidos

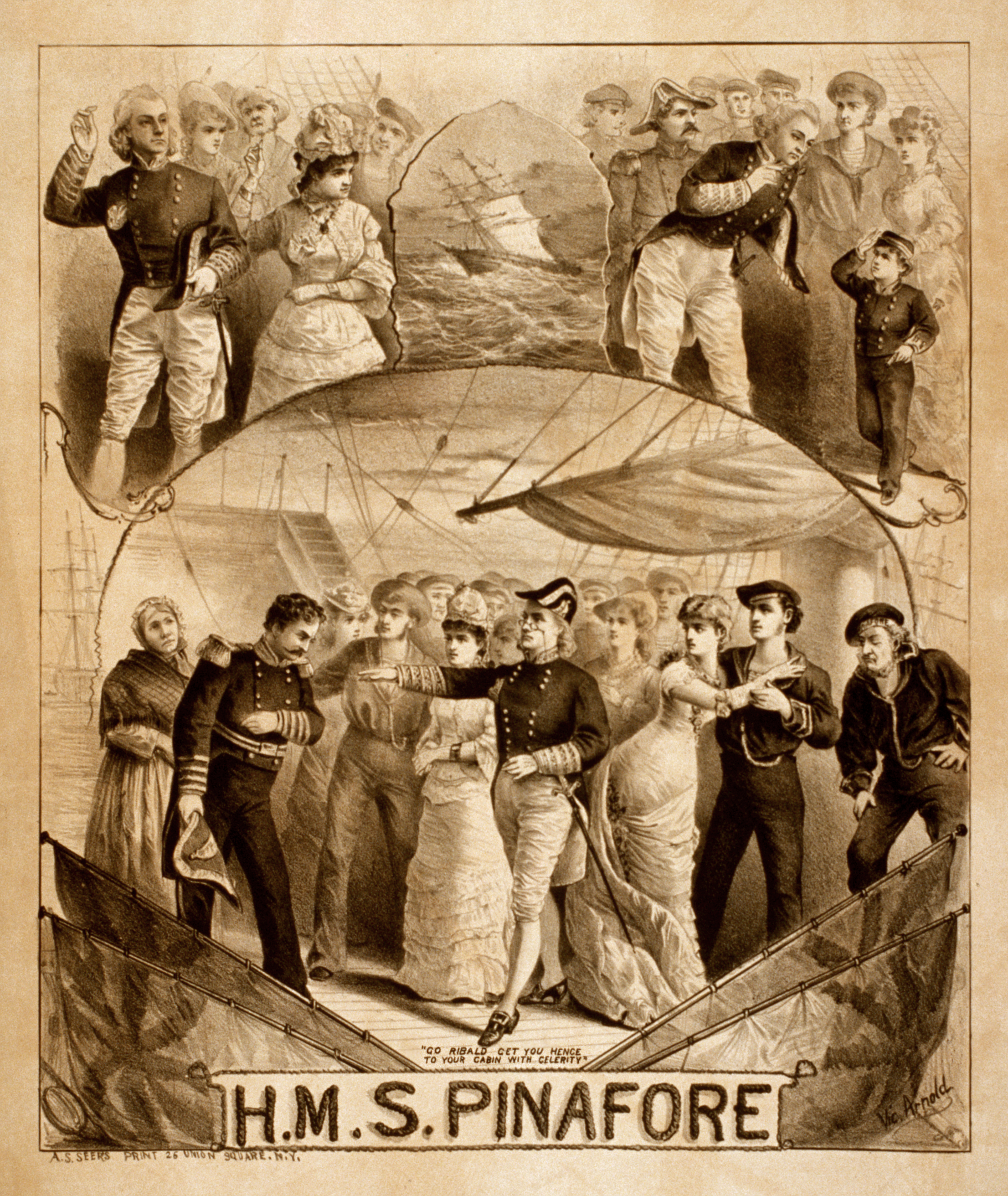
Cartel de una de las primeras producciones estadounidenses (probablemente sin autorización).

Aproximadamente 150 versiones no autorizadas de H.M.S. Pinafore se hicieron en los Estados Unidos en 1878 y 1879, sin que ninguna pagara regalías a los autores, quienes consideraban que las producciones eran «piratas» aunque sus obras no tenían protección internacional de derechos de autor. La primera de dichas producciones fue estrenada en el Boston Museum el 25 de noviembre de 1878 y tuvo tal éxito que la pieza fue presentada en las principales ciudades del país y por varias compañías teatrales itinerantes. Sólo en Boston, se realizaron al menos doce producciones, incluyendo una versión protagonizada por adolescentes,  descrita por Louisa May Alcott en su cuento «Jimmy's Cruise in the Pinafore». En Nueva York, la pieza fue representada simultáneamente en ocho teatros en un radio de cinco manzanas y en Filadelfia era presentada en seis.
Estas versiones clandestinas rara vez presentaban la ópera tal y como se había escrito y se realizaban en una multitud de formas tales como burlesque, producciones en las que los hombres representaban papeles femeninos y viceversa, parodias, espectáculos de variedades, minstrels, elencos compuestos completamente por afroamericanos o católicos, producciones en alemán, yidis y otros idiomas, presentaciones en botes o protagonizadas por coros de iglesia o por niños. Además de las representaciones no autorizadas, también se vendían arreglos musicales, muñecas y artículos para el hogar basados en la ópera y en la publicidad abundaban las referencias a H.M.S. Pinafore.
Gilbert, Sullivan y Carte iniciaron demandas legales en los Estados Unidos y trataron por varios medios de controlar los derechos sobre sus obras o al menos obtener regalías, pero no tuvieron éxito. Para su próxima ópera, The Pirates of Penzance, intentaron obtener los derechos en los Estados Unidas estrenando la ópera en Nueva York.
El trío se reunió el 24 de abril de 1879 para planear una producción de H.M.S. Pinafore en los Estados Unidos. Carte viajó a Nueva York en el verano de 1879, negoció con el gerente teatral John T. Ford estrenar la primera versión autorizada de la ópera en el Fifth Avenue Theatre y en noviembre de ese año regresó en compañía de Gilbert, Sullivan y un grupo de cantantes que incluía a J. H. Ryley como sir Joseph, Blanche Roosevelt como Josephine, Alice Barnett como Little Buttercup, Furneaux Cook como Dick Deadeye, Hugh Talbot como Ralph Rackstraw y Jessie Bond como la prima Hebe. A estos se les añadieron algunos cantantes estadounidenses, incluyendo a Signor Brocolini como el capitán Corcoran. El director de orquesta Alfred Cellier también viajó para asistir a Sullivan, mientras que su hermano, François Cellier, permaneció en Londres para dirigir la producción que se presentaba allí.
La producción neoyorquina de H.M.S. Pinafore fue estrenada el 1 de diciembre de 1879 (con la participación de Gilbert en el coro) y permaneció en cartelera durante el resto del mes. A pesar de que durante la primera semana las ventas fueron muy buenas, el público comenzó a disminuir ya que mucha gente había visto ya producciones locales de la obra. Los socios no esperaban esto y Gilbert y Sullivan se tuvieron que apresurar a completar y ensayar The Pirates of Penzance, que fue estrenada con mucho éxito el 31 de diciembre. Poco después Carte envió tres compañías de gira a la Costa Este y al Medio Oeste representando The Sorcerer, H.M.S. Pinafore y The Pirates of Penzance.

### Producciones infantiles

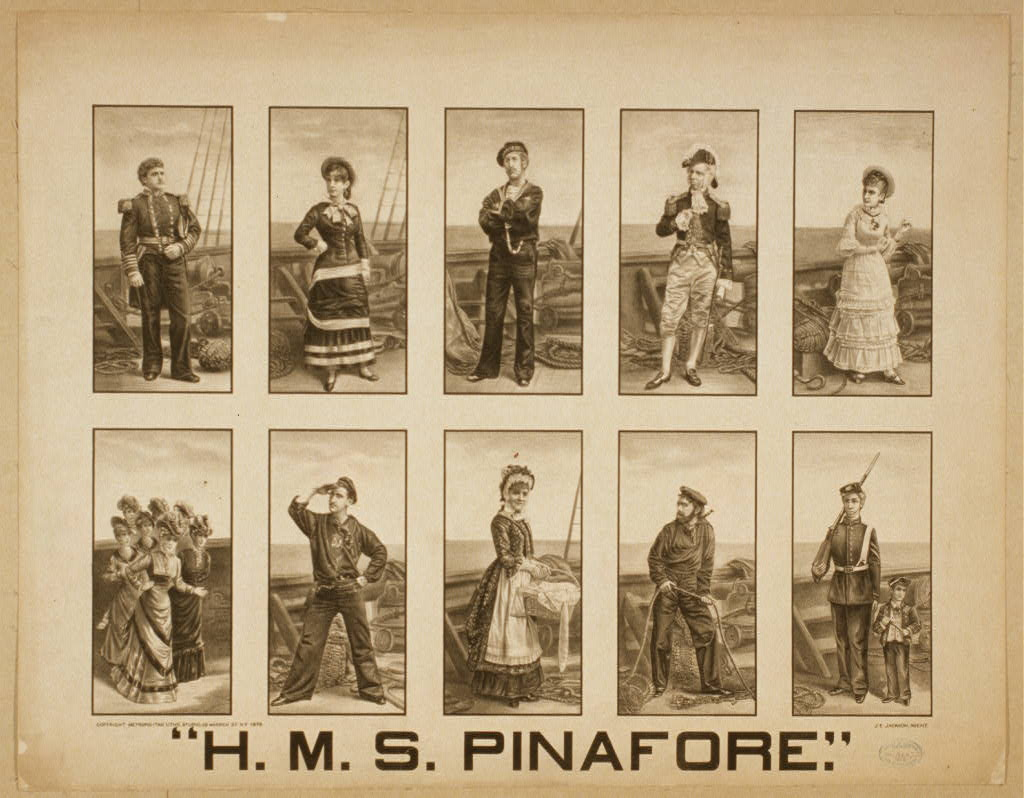
Reparto de una producción estadounidense (probablemente sin permiso) de H.M.S. Pinafore protagonizada por niños.

Las versiones infantiles no autorizadas de H.M.S. Pinafore se hicieron tan populares que Carte decidió producir una él mismo, la cual se presentó en matiné en la Opera Comique a partir del 16 de diciembre de 1879. François Cellier, quien había reemplazado a su hermano como director musical en Londres, adaptó la música para las voces de los niños. Entre sus dos temporadas navideñas, la producción infantil realizó giras por las provincias entre el 2 de agosto y el 11 de diciembre de 1880.
La producción fue alabada por Clement Scott y otros críticos londinenses y fue bien recibida por la audiencia, especialmente por los niños. Sin embargo, la frase del capitán Corcoran «Damme!» («¡Maldición!») no fue censurada en la producción infantil, lo que causó críticas de personajes famosos que asistieron a la ópera como Lewis Carroll, quien escribió: «un grupo de dulces e inocentes niñas cantan, con alegría y con apariencia animada, el coro “Él dijo ‘¡maldición!’ Él dijo ‘¡maldición!’” No encuentro palabras para expresar el dolor que sentí al ver que habían enseñado a esos niños a proferir esas palabras para deleite de oídos que se han vuelto insensibles a su horrible significado... Me es imposible entender como el Sr. Gilbert pudo rebajarse para escribirlo o como sir Arthur Sullivan pudo haber prostituido su noble arte para musicalizar esa basura vil».

### Otras producciones
Tras el éxito inicial de la ópera en Londres, Richard D'Oyly Carte rápidamente envió compañías itinerantes a presentar la obra en las provincias. Entre una y tres compañías presentaron la obra con la autorización de Carte continuamente entre 1878 y 1888, incluyendo el primer reestreno londinense en 1887. Después de un breve receso, la D'Oyly Carte Opera Company incluyó la ópera en su repertorio para giras entre 1894 y 1900 y la mayoría del tiempo entre 1903 y 1940. Gilbert dirigió todas las producciones realizadas en Londres mientras estuvo vivo y, después de su muerte, la D'Oyly Carte Opera Company tuvo derechos exclusivos para presentar las óperas del Savoy hasta 1962, pero siguió estrictamente el estilo de dirección implementado por el dramaturgo, el cual quedó plasmado en sus libretos del apuntador. De igual manera, la Compañía también exigía que las personas a las que le cedían los derechos para presentar la obra siguieran estrictamente las instrucciones del autor.
Hasta 1908, los reestrenos de la ópera usaban vestuario contemporáneo, pero después de esa fecha diseñadores como Percy Anderson, George Sheringham y Peter Goffin crearon vestuarios al estilo de la época victoriana. En el invierno de 1940-1941, durante la Segunda Guerra Mundial, los escenarios y vestuarios de la D'Oyly Carte Opera Company para H.M.S. Pinafore y otras tres piezas fueron destruidos por bombas alemanas. La ópera estuvo fuera del repertorio durante siete años hasta que fue reestrenada en Londres durante el verano de 1947. A partir de entonces, fue incluida en el repertorio en cada temporada hasta la desaparición de la compañía en 1982. Una de las presentaciones más importantes fue la que realizó la compañía el 16 de junio de 1977 ante la reina Isabel II y la familia real en el Castillo de Windsor como parte de las celebraciones del Jubileo de Plata de la monarca, siendo esta la primera presentación de una ópera de Gilbert y Sullivan bajo mandato real realizada allí desde 1891.
La D'Oyly Carte Opera Company no permitió a ninguna otra compañía profesional presentar la ópera del Savoy en el Reino Unido hasta que sus derechos expiraron al final de 1961. Sin embargo, la compañía cedió los derechos a muchas sociedades teatrales amateur incluso desde antes de que muriera Gilbert. A partir de 1961, varias compañías profesionales produjeron la ópera en el Reino Unido, incluyendo una producción dirigida por Tyrone Guthrie que fue estrenada en Festival Shakespeare de Stratford (Ontario), pero que después fue presentada en Broadway en 1960 y en Londres en 1962 y otra de la New Sadler's Wells Opera Company (Nueva Compañía de Opera de Sadler's Well) estrenada el 4 de junio de 1984 en el Teatro de Sadler's Wells y que posteriormente también fue presentada en Nueva York. La Scottish Opera (Ópera Escocesa), la Ópera Nacional Galesa, la Carl Rosa Opera Company (Compañía de Ópera Carl Rosa), la Opera della Luna y otras compañías británicas de ópera han realizado producciones al igual que la nueva D'Oyly Carte Opera Company entre 1990 y su cierre en 2003.
El éxito inicial de H.M.S. Pinafore en Estados Unidos fue presenciado por J. C. Williamson, gerente de teatro, quien rápidamente llegó a un acuerdo con Carte para realizar la primera versión autorizada en Australia, la cual fue estrenada el 15 de noviembre de 1879 en el Theatre Royal (Teatro Real) en Sídney. La compañía de teatro de Williamson continuó presentando está y otras óperas del Savoy en Australia hasta 1963. En los Estados Unidos, la pieza nunca perdió popularidad, y según la Internet Broadway Database se realizaron 41 producciones sólo en Broadway entre 1879 y 1976. Fuera de Brodway, la ópera ha sido presentada por compañías como Opera a la Carte (basada en California), Ohio Light Opera (Ópera Ligera de Ohio) y los New York Gilbert and Sullivan Players (Actores de Nueva York de Gilbert y Sullivan). Asimismo, la obra se ha producido en varios país no anglófonos incluyendo en el Teatro Real de Copenhague en Dinamarca, en Kassel (Alemania) y en Samarcanda (Uzbekistán).
El siguiente cuadro muestra las producciones de D'Oyly Carte de H.M.S. Pinafore (exceptuando las giras) en vida de Gilbert:
| Teatro               | Fecha de estreno | Fecha de clausura | Presentaciones | Detalles |
| -------------------- | ---------------- | ----------------- | -------------- | --- |
| Opera Comique        | 25-05-1878       | 24-11-1878        | 571            | Estreno original en Londres (el teatro estuvo cerrado entre el 25 de diciembre de 1878 y el 31 de enero de 1879).                                          |
| Opera Comique        | 31-01-1879       | 20-02-1880        | 571            | Estreno original en Londres (el teatro estuvo cerrado entre el 25 de diciembre de 1878 y el 31 de enero de 1879).                                          |
| The Crystal Palace   | 06-07-1878       | 06-07-1878        | 1              | Presentación especial en el Crystal Palace, dirigida por Eugene Goossens.                                                                                  |
| Fifth Avenue Theatre | 01-12-1879       | 27-12-1879        | 28             | Estreno oficial estadounidense en Nueva York, antes del estreno de The Pirates of Penzance.                                                                |
| Opera Comique        | 16-12-1879       | 20-03-1880        | 78             | Compañía de actores adolescente, matinés únicamente (esta compañía realizó una gira por las provincias entre el 2 de agosto y el 11 de diciembre de 1880). |
| Opera Comique        | 22-12-1880       | 28-01-1881        | 28             | Compañía de actores adolescente, matinés únicamente (esta compañía realizó una gira por las provincias entre el 2 de agosto y el 11 de diciembre de 1880). |
| Teatro Savoy         | 12-11-1887       | 10-03-1888        | 120            | Primer reestreno en Londres. |
| Teatro Savoy         | 06-06-1899       | 25-11-1899        | 174            | Segundo reestreno en Londres. Interpretada con Trial by Jury como afterpiece.                                                                              |
| Teatro Savoy         | 14-07-1908       | 27-03-1909        | 61             | Segunda temporada de repertorio en el Savoy; interpretada con cinco óperas más.                                                                            |

### Reparto histórico
La tablas presentadas a continuación muestran los repartos de las principales producciones originales y del repertorio de gira de la D'Oyly Carte Opera Company hasta el cierre de la compañía en 1982.
| Papel                       | Opera Comique 1878   | Nueva York 1879   | Teatro Savoy 1887  | Teatro Savoy 1899 | Teatro Savoy 1908  |
| --------------------------- | -------------------- | ----------------- | ------------------ | ----------------- | ------------------ |
| Sir Joseph                  | George Grossmith     | J. H. Ryley       | George Grossmith   | Walter Passmore   | Charles H. Workman |
| Capitán Corcoran            | Rutland Barrington   | Signor Brocolini  | Rutland Barrington | Henry Lytton      | Rutland Barrington |
| Ralph Rackstraw             | George Power         | Hugh Talbot       | J. G. Robertson    | Robert Evett      | Henry Herbert      |
| Dick Deadeye                | Richard Temple       | Furneaux Cook     | Richard Temple     | Richard Temple    | Henry Lytton       |
| Contramaestre/ Bill Bobstay | Fred Clifton         | Fred Clifton      | Richard Cummings   | W. H. Leon        | Leicester Tunks    |
| Carpintero/ Bob Beckett     | Mr. Dymott           | Mr. Cuthbert      | Rudolph Lewis      | Powis Pinder      | Fred Hewett        |
| Alférez/ Tom Tucker         | Master Fitzaltamont1 |                   |                    |                   |                    |
| Josephine                   | Emma Howson          | Blanche Roosevelt | Geraldine Ulmar    | Ruth Vincent      | Elsie Spain        |
| Hebe                        | Jessie Bond          | Jessie Bond       | Jessie Bond        | Emmie Owen        | Jessie Rose        |
| Buttercup                   | Harriett Everard     | Alice Barnett     | Rosina Brandram    | Rosina Brandram   | Louie Rene         |

#### Gira de laD'Oyly Carte Opera Company
| Papel            | Gira de 1915       | Gira de 1925     | Gira de 1935       | Gira de 1950      |
| ---------------- | ------------------ | ---------------- | ------------------ | ----------------- |
| Sir Joseph       | Henry Lytton       | Henry Lytton     | Martyn Green       | Martyn Green      |
| Capitán Corcoran | Leicester Tunks    | Leo Sheffield    | Leslie Rands       | Richard Watson    |
| Ralph Rackstraw  | Walter Glynne      | Charles Goulding | John Dean          | Herbert Newby     |
| Dick Deadeye     | Leo Sheffield      | Darrell Fancourt | Darrell Fancourt   | Darrell Fancourt  |
| Contramaestre    | Frederick Hobbs    | Henry Millidge   | Richard Walker     | Stanley Youngman  |
| Carpintero       | George Sinclair    | Patrick Colbert  | L. Radley Flynn    | L. Radley Flynn   |
| Josephine        | Phyllis Smith      | Elsie Griffin    | Ann Drummond-Grant | Muriel Harding    |
| Hebe             | Nellie Briercliffe | Aileen Davies    | Marjorie Eyre      | Joan Gillingham   |
| Buttercup        | Bertha Lewis       | Bertha Lewis     | Dorothy Gill       | Ella Halman       |
| Papel            | Gira de 1958       | Gira de 1965     | Gira de 1975       | Gira de 1982      |
| Sir Joseph       | Peter Pratt        | John Reed        | John Reed          | James Conroy-Ward |
| Capitán Corcoran | Jeffrey Skitch     | Alan Styler      | Michael Rayner     | Clive Harre       |
| Ralph Rackstraw  | Thomas Round       | David Palmer     | Meston Reid        | Meston Reid       |
| Dick Deadeye     | Donald Adams       | Donald Adams     | John Ayldon        | John Ayldon       |
| Contramaestre    | George Cook        | George Cook      | Jon Ellison        | Michael Buchan    |
| Carpintero       | Jack Habbick       | Anthony Raffell  | John Broad         | Michael Lessiter  |
| Josephine        | Jean Hindmarsh     | Ann Hood         | Pamela Field       | Vivian Tierney    |
| Hebe             | Joyce Wright       | Pauline Wales    | Patricia Leonard   | Roberta Morrell   |
| Buttercup        | Ann Drummond-Grant | Christene Palmer | Lyndsie Holland    | Patricia Leonard  |

1 El alférez, Tom Tucker, es tradicionalmente interpretado por un niño. Posiblemente «Fitzaltamont» fue un pseudónimo usado para proteger la identidad del niño, ya que el mismo nombre aparece en los programas de las compañías que realizaron giras por las provincias.

## Recepción

### Recepción inicial
Las primeras críticas de la época fueron en su mayoría favorables. Por ejemplo, el periódico The Era publicó:

Rara vez hemos estado en compañía de una audiencia más alegre... En ocasiones anteriores [Gilbert y Sullivan] han generado entretenimiento tan auténtico, formas inéditas de bufonería, un ingenio original y extravagancias inesperadas, que nada era más natural que la audiencia anticipara una noche de puro deleite. Las expectativas fueron consumadas completamente. Aquellos que creían en el poder del señor Gilbert para entusiasmar la imaginación con sugestiones pintorescas y formas inesperadas de humor estaban más que satisfechos y aquellos que aprecian el don inexhaustible para las melodías del señor Arthur Sullivan quedaron igual de contentos. Igualmente, la gran parte de la audiencia que gusta de los vestuarios brillantes y de los efectos de escenario se declaró encantada con la producción. El resulta, por lo tanto, fue «un éxito, un éxito rotundo»... Hubo algunos inconvenientes menores tales como el resfriado que afectaba al señor Rutland Barrington y que casi evita que participara en la presentación.

The Era también alabó la actuación de Emma Howson como Josephine. La revista teatral The Entr'acte and Limelight también comentó que la ópera era reminiscente de Trial by Jury y The Sorcerer, pero que de igual manera era divertida y su música era «encantadora. El oír la tan nombrada grand opéra siendo imitada a través de las letras más triviales es entretenido». Asimismo, esta publicación alabó a Grossmith como sir Joseph, señalando como divertido el hecho de que el personaje haya sido diseñado para parecerse a Horatio Nelson y, por su «canción introductoria», a William Henry Smith y calificó a «He is an Englishman» como «una excelente sátira de la idea de que un hombre debe ser obligatoriamente virtuoso para ser inglés». La revista concluyó que la pieza, como un todo, estaba bien presentada y predijo que tendría una temporada muy larga.

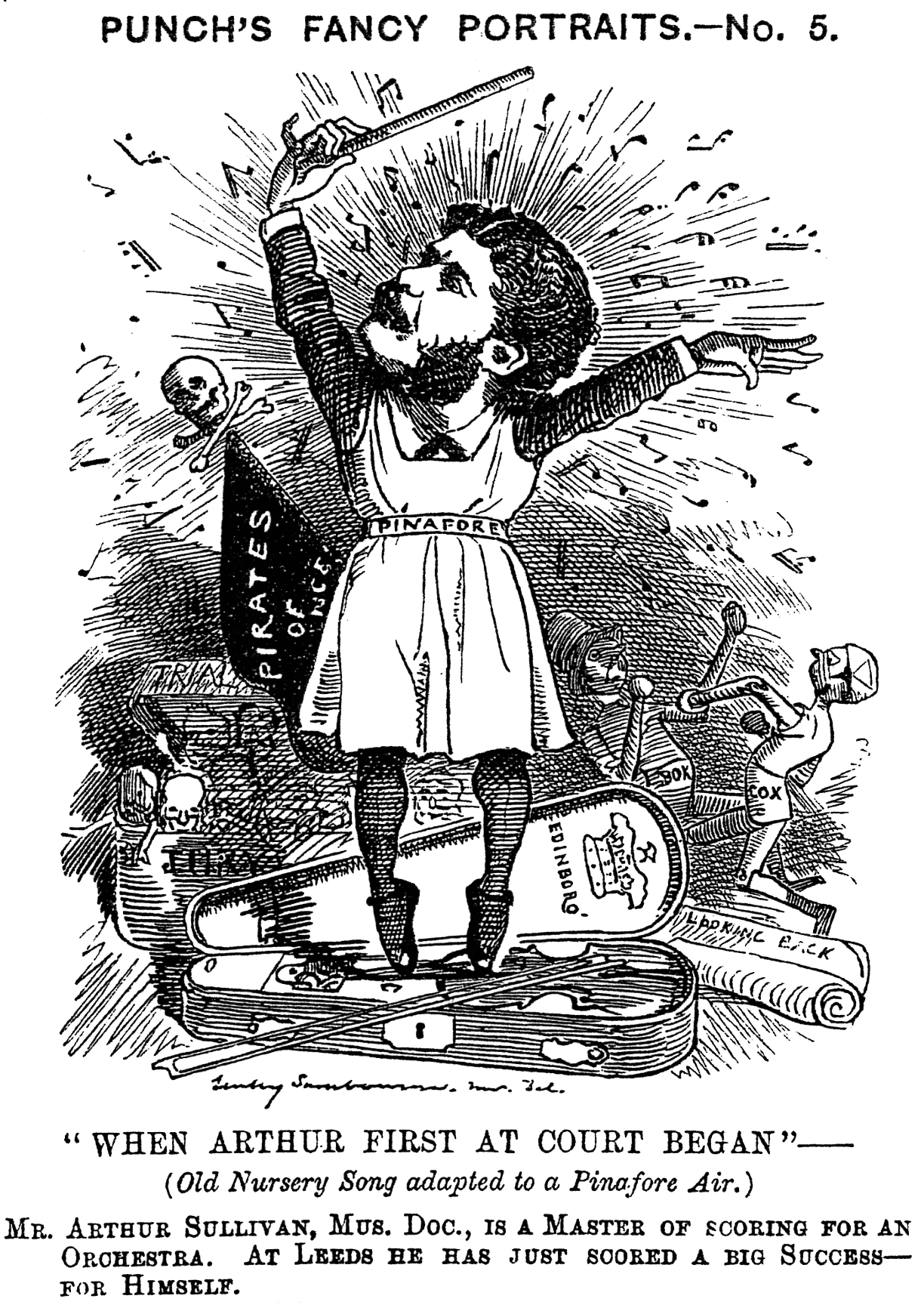
Caricatura en la revista Punch mofándose de Sullivan por su trabajo en óperas cómicas.

Similarmente, el Illustrated London News consideró que la producción había sido un éxito y que el argumento, aunque de poca envergadura, servía como un buen vehículo para el «humor mordaz y la sátira evocadora» de Gilbert. Adicionalmente, comentó que había «mucho que causaba risa en los esporádicos chistes satíricos... La música del Dr. Sullivan es igual de alegre que el texto que acompaña, con un toque aquí y allá de sentimentalismo... La pieza está bien presentada en su totalidad». The Daily News, The Globe, The Times (el cual alabó la actuación de Grossmith, Barrington y Everard) y el London Evening Standard coincidieron con el Illustrated London News. El Standard criticó positivamente la actuación del coro, la cual consideró que «añadía realismo a la ficción», mientras que The Times también resaltó que la pieza constituía uno de los primeros intentos de establecer un estilo de teatro musical propiamente inglés sin las faltas de decoro del teatro francés y sin la ayuda de los modelos musicales italianos y alemanes.
Sin embargo, las críticas de The Daily Telegraph y de la revista Athenaeum no fueron tan positivas. The Musical Times también criticó la obra ya que consideró que la colaboración entre Gilbert y Sullivan era «perjudicial para el progreso artístico de ambos» ya que, aunque era popular con la audiencia, «algo más alto se exige de lo que se considera una “ópera cómica”». La publicación también comentó que Sullivan contaba con «los verdaderos elementos de un artista, los cuales serían desarrollados exitosamente si un libreto cuidadosamente elaborado le fuera presentada para composición». Sin embargo, concluyó que había disfrutado la ópera: «Habiendo ya cumplido con nuestro deber como críticos de arte, permítannos decir que H.M.S. Pinafore es una pieza entretenida de extravagancia y cuya música la mantiene a flote hasta el final». The Times y varios otros periódicos de la época concordaron que aunque la pieza era entretenida, Sullivan era capaz de producir arte más alta. Igualmente, después de la publicación de las partituras para las canciones, una crítica de The Academy también se lamentó de que Sullivan se hubiese rebajado a componer la música de la ópera y que esperaba que en el futuro trabajara en proyectos «más dignos de sus grandes habilidades». Este tipo de críticas seguirían a Sullivan durante el resto de su carrera. De las críticas contemporáneas, la única fue completamente hostil fue la de The Figaro.
Las muchas producciones sin autorización realizadas en Estados Unidos entre 1878 y 1879 eran de calidad variable y además muchas de ellas en sí eran adaptaciones de la ópera original. Una de las versiones más «auténtica» fue la realizada por la Boston Ideal Opera Company (Compañía Ideal de Ópera de Boston), la cual contrató a cantantes reconocidos y fue estrenada el 14 de abril de 1879 en el Boston Theatre (Teatro Boston). Los críticos estuvieron de acuerdo con que la compañía cumplía con su meta de presentar una producción «ideal» y The Boston Journal reportó que la audiencia estaba «muy emocionada por el espectáculo hasta el punto de que a todos les gustó» y que era un error considerar a H.M.S. Pinafore un burlesque, «ya que aunque es irresistiblemente cómica no es bufa y requiere ser manejada con el mayor de los cuidados a menos de que sus delicadas proporciones sean empañadas y que su humor sutil se pierda». También escribió que la ópera era «clásica» en su método y que su «mejor sátira» era la «imitación de las absurdidades» de la grand opéra. La compañía, que fue creada para presentar H.M.S. Pinafore, se convertiría en una de las compañías itinerantes más exitosas en los Estados Unidos. La primera producción infantil presentada en Boston también se convirtió en un éxito con las audiencias tanto infantiles como adultas y su temporada duró hasta el verano de 1879. El Boston Herald escribió que «la gran audiencia de niños y sus mayores se deleitó salvajemente... y en varias ocasiones se oyeron carcajadas».

### Recepción posterior
Cuando la ópera fue reestrenada en Londres en 1887, fue tratada como un clásico. El Illustrated London News observó que el diálogo de la ópera no había sido actualizado, pero que esto era lo mejor ya que el público hubiera extrañado los «chistes consagrados como el “Hardly Ever”. El Savoy ha logrado una vez más un éxito brillante». The Theatre estuvo de acuerdo con este punto, indicando que ya que la ópera «ha sido escuchada en casi todas las partes habitables del globo y disfrutada en todas ellas, no hay mucho que discutir», que el reestreno habías sido un éxito «de lo más brillante» y predijo otra temporada larga para la obra.

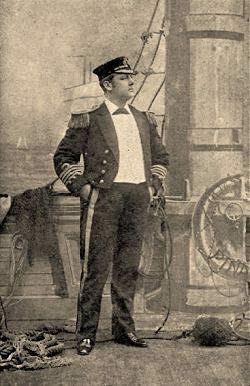
Rutland Barrington como el capitán Corcoran en el primer reestreno londinense de la ópera en 1887.

La obra se reestrenó nuevamente en 1899 y la revista Athenaeum alabó la producción indicando que «H.M.S. Pinafore suena más fresca que nunca. El mundo musical se ha vuelto serio —muy serio— y es refrescante oír una pieza humorista y alegre y música sin pretensiones... Está delicadamente musicalizada y en muchas maneras muestra habilidades de un alto orden». Sin embargo, la publicación también se unió a la crítica del establishment musical contra Sullivan, indicando que si él hubiera compuesto música más seria como su Sinfonía en mi «hubiera tenido resultado aún más altos; H.M.S. Pinafore nos hace pensar en lo que el compositor pudo haber logrado con un libreto similar, pero que le hubiera dado un alcance más alto para el ejercicio de sus dotes».
En 1911 H. L. Mencken escribió que «ninguna otra cómica ópera jamás escrita - ninguna obra teatral, de hecho, de ningún tipo - ha sido tan popular... H.M.S. Pinafore ha sido presentada, y con gran éxito, en cualquier lugar en donde haya teatros: de Moscú a Buenos Aires, de Ciudad del Cabo a Shanghái; en Madrid, Ottawa y Melbourne, incluso en París, Roma, Viena y Berlín». Tras las muertes de Gilbert y Sullivan, la D'Oyly Carte Opera Company conservó los derechos exclusivos para presentar sus óperas en Gran Bretaña hasta 1962, realizando giras por el país durante la mayoría del año y, a partir de 1919, presentándose con frecuencia en Londres por temporadas de hasta cuatro meses. The Times le dio a la producción londinense de 1920 una crítica entusiasta, diciendo que la audiencia estaba «embelesada» y lamentándose de que sólo se presentara durante dos semanas. También alabó el elenco, resaltando la labor de Leo Sheffield como el capitán, Henry Lytton como sir Joseph, Elsie Griffin como Josephine, James Hay como Ralph, Bertha Lewis como Little Buttercup y del «espléndido» coro, concluyendo que la ópera era un «clímax animadísimo para la temporada». Dos años más tarde, The Times también alabó el reestreno de 1922, diciendo que Derek Oldham era un «héroe ideal» como Ralph, que Sydney Granville como el capitán «se trajo la casa abajo» con su canción, que Deadeye interpretado por Darrell Fancourt era una «pieza caricaturesca sostenida admirablemente» y que era un «gran placer» oír a los demás actores que volvían a sus papeles. De igual manera, el periódico elogió la producción de la compañía de H.M.S Pinafore realizada en 1961.
En 1879, J. C. Williamson adquirió los derechos exclusivos para presentar H.M.S. Pinafore en Australia y Nueva Zelanda. Su primera producción, protagonizada por él mismo como sir Joseph y su esposa Maggie Moore como Josephine, fue aclamada por la crítica y la audiencia. The Sydney Morning Herald alabó la producción y todos los actores indicando que, aunque la producción tenía «diversión en abundancia», era solemne y precisa, que se pedían repeticiones de los números musicales y que las risas y aplausos «de la inmensa audiencia... eran conferidos ampliamente». La compañía de Williamson continuó produciendo la ópera en Australia y Nueva Zelanda hasta los años 1960 con mucho éxito, ya que como decía el productor «si necesitas dinero, produce una obra de Gilbert y Sullivan».
En los Estados Unidos, donde los derechos de autor de Gilbert y Sullivan nunca fueron protegidos, H.M.S. Pinafore ha sido presentada continuamente por compañías profesionales y amateur. The New York Times publicó una crítica de 1914 de una producción a gran escala en el New York Hippodrome, la cual llamó un «entretenimiento para la realeza». El coro estaba conformado por más de 100 personas y el tanque del teatro simuló un puerto que permitió que incluso Little Buttercup hiciera su entrada remando en un bote de verdad y que Dick Deadeye salpicara cuando fue lanzado por la borda. The New York Times alabó los cantos aunque notó que se perdía un poco la sutileza ya que los diálogos tenían que ser «casi gritados» debido al tamaño del local y concluyó diciendo que «la sátira suave de H.M.S. Pinafore es entretenida porque es universal». En los años 1920 y 1930 el periódico también elogió las producciones de Winthrop Ames en Broadway. Las producciones modernas de la ópera en los Estados Unidos continúan siendo bien recibidas por la crítica; por ejemplo, la temporada de 2008 de los New York Gilbert and Sullivan Players en el New York City Center fue bien recibida por The New York Times, el cual indicó que «los temas de Gilbert de desigualdad de clases, nacionalismo excesivo y autoridades incompetentes todavía son relevantes, por más absurdo que sea su tratamiento. Sin embargo, el atractivo perdurable de H.M.S. Pinafore y sus similares radica en el genio lingüístico inigualable de Gilbert y la amplia reserva de melodías adictivas de Sullivan».
Con el vencimiento de los derechos de autor, compañías teatrales alrededor del mundo han podido producir y adaptar libremente las obras de Gilbert y Sullivan desde 1962. Las producciones de H.M.S. Pinafore, tanto amateur como profesionales, van desde las tradicionales, al estilo de la D'Oyly Carte Opera Company, hasta versiones adaptadas libremente, como las de Essgee Entertainment en Australia y la Opera della Luna en Gran Bretaña. Desde su producción original, la ópera fue y sigue siendo una de las más populares de Gilbert y Sullivan y se continúan realizando producciones alrededor del mundo. Por ejemplo la versión danesa de los años 1950 fue reestrenada varias veces en Copenhague, presentándose en más de 100 ocasiones a «casa llena». Sólo en 2003, la D'Oyly Carte Opera Company alquiló 224 partituras de orquesta, principalmente para producciones de H.M.S. Pinafore, The Pirates of Penzance y El Mikado, lo cual no incluye alquileres que hayan podido hacer otras partes ni compañías teatrales que las presten, que tengan sus propias partitura o que usen pianos en lugar de una orquesta completa.

## Análisis
El crítico teatral John Bush Jones escribió que H.M.S. Pinafore tenía «todo lo que un aficionado al teatro musical podría pedir. Una historia cautivadora y relativamente intrigante está llena de personajes variados y bien delineados que hablan y cantan diálogos y canciones ingeniosos, cultos y casi siempre terriblemente divertidos y tiene música... con gran variedad de melodías que la audiencia sale tatareando». Después de su retiro, George Power, el tenor que creó el papel de Ralph Rackstraw, opinó que el secreto del éxito de las óperas del Savoy fue la manera en la que «Sullivan entraba en el espíritu del humor topsy-turvy de Gilbert y era pomposo cuando Gilbert era brioso o cuando la sátira de Gilbert era más diligente y ácida conscientemente se regodeaba en el sentimiento». Otro crítico comentó que el éxito perdurable de la ópera radica en el enfoque en «la risa y las tonterías». Incluso el título de la obra es absurdo, ya que usa el nombre de una prenda femenina, pinafore o peto, para una nave de guerra, que normalmente tiene nombres imponentes como Victory, Goliath, Audacious y Minotaur.

### Temas satíricos y cómicos
La biógrafa Jane Stedman escribió que H.M.S. Pinafore es «satíricamente mucho más compleja» que The Sorcerer y que Gilbert usó varias ideas y temas de sus Bab Ballads, incluyendo el comportamiento caballeroso de un capitán hacia su tripulación en «Captain Reece» (1868) y el intercambio de rangos debido a un trueque al nacimiento en «General John» (1867). Dick Deadeye, basado en un personaje de «Woman's Gratitude» (1869), representa uno de los temas satíricos (y semiautobiográficos) favoritos de Gilbert: un misántropo deforme cuyas «cara y forma» intimidantes lo hacen poco popular aunque represente la voz de la razón y del sentido común. Gilbert también usa el recurso argumental del intercambio de bebés de su ópera de 1870 The Gentleman in Black.
El historiador H. M. Walbrook escribió en 1921 que H.M.S. Pinafore «satiriza los dramas náuticos, de los cuales Black-Eyed Susan de Douglas William Jerrold es el típico ejemplo, y el patriotismo al estilo de “God's Englishman” (“Dios es inglés”) que consiste en gritar clichés, adoptar una pose y hacer poco o nada para ayudar al país de uno». En 2005, el director de ópera australiano Stuart Maunder resaltó la yuxtaposición de la sátira y el nacionalismo en la obra indicando que «todos ellos cantan “He is an Englishmen” y sabes bien que se están burlando, pero la música es tan militar... que te dejas llevar por ese jingoísmo que es el Imperio británico». Adicionalmente argumentó que esa canción en particular amarra el tema del nacionalismo con la sátira de las distinciones sociales presente en la ópera: «H.M.S. Pinafore es básicamente una sátira del amor británico por el sistema de clases... En determinado momento todos los hombres a bordo dicen “por supuesto que [Ralph] se puede casar con la hija [del Capitán] porque es británico y por lo tanto es excelente”». Arthur Jacobs concordó con este último punto, indicando que Gilbert ridiculiza la tradición de los melodramas náuticos en los que «el patriotismo [del marinero] garantiza su virtud». Andrew Crowther también realizó un análisis similar al de Maunder: «Aunque Gilbert pretendía que [“He is an Englishmen”] fuera una parodia arrolladora de las canciones patriótica, el fervor de la música de Sullivan generalmente lleva la gente a creer que es una canción patriótica sincera; y mientras la letra y la música tiran en direcciones opuestas la audiencia queda en una posición curiosamente ambigua, simultáneamente conmovida y entretenida»
Otro de los temas cómicos favoritos de Gilbert es el ascenso de una persona descalificada a una posición de alta responsabilidad. Por ejemplo, en The Happy Land (1873) el dramaturgo describe un mundo en el que los puestos gubernamentales son otorgados a la persona que tenga las peores habilidades para ocupar cada posición. Así la persona que nunca ha oído sobre barcos es nombrado Primer Lord del Almirantazgo, un evento que se repite en H.M.S. Pinafore en el personaje de sir Joseph, quien alcanza la misma posición sin «haber ido nunca al mar». En óperas posteriores de Gilbert y Sullivan este tema aparecería nuevamente, como en los personajes del Mayor General Stanley en The Pirates of Penzance y de Ko-Ko en El Mikado. Gilbert también se burla de los partidos políticos con la frase de sir Joseph en la que afirma que «siempre ha votado según lo indicado por su partido», sacrificando así su integridad. La «clase media comercial» (la cual era la principal audiencia de Gilbert) es retratada satíricamente como arribista y como parte del gran populacho.

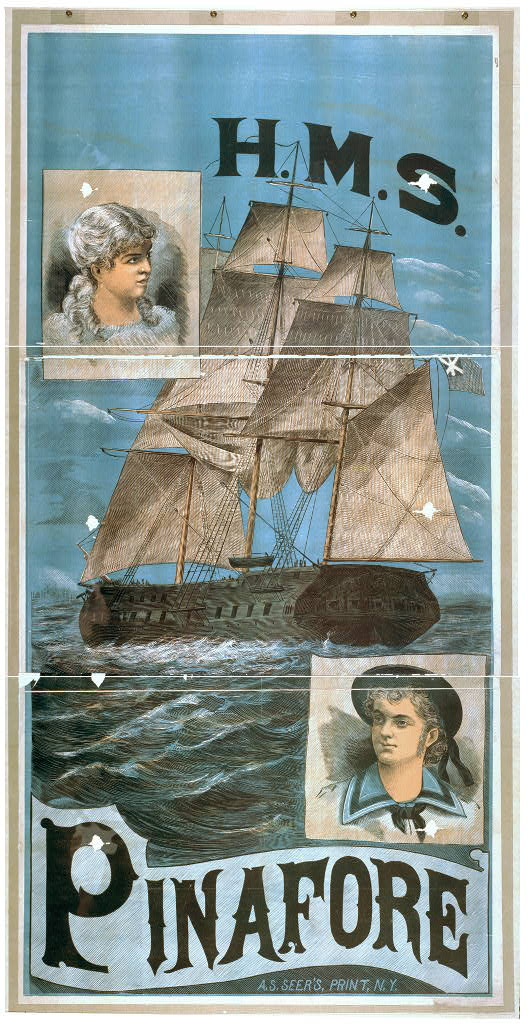
Un afiche de la ópera para una producción estadounidense, c. 1879.

Otro tema que impregna la ópera es el amor entre diferentes clases sociales. En el trabajo anterior de Gilbert y Sullivan, The Sorcerer, una poción de amor causa problemas al hacer que aldeanos e invitados de una boda se enamoren de personas de estratos sociales diferentes. En H.M.S. Pinafore, la hija de Capitán y un marinero común están enamorados, pero ella obedientemente le dice que «tu amor brindado rechazo altaneramente». El marinero da un discurso poético y emotivo que termina con «soy un marinero británico y te amo» y al final de la ópera resulta que él es de rango mayor al de ella. Esto es una parodia de los dramas victorianos de «igualdad» como The Lady of Lyons de Edward Bulwer-Lytton, en el que la heroína rechaza a un campesino virtuoso que pronuncian un discurso igual de apasionado que termina con «¡Soy un campesino!», pero al final él termina en un rango social superior al de ella. En H.M.S. Pinafore, sir Joseph le asegura a Josephine que el «amor nivela todos los rangos», de manera similar a The Serf de Tom Taylor, en la que el personaje principal está enamorada de un campesino quien resulta ser de un rango superior, pero ella declara alegremente al final que «el amor lo nivela todo». En una sátira de las tradiciones libertaristas de los melodramas náuticos, sir Joseph le dice a la tripulación del Pinafore que ellos son «[iguales] a cualquier hombre», excepto él y les escribe una canción que glorifica las virtudes de los marinos británicos. Asimismo, el comandante rebaja al capitán al hacerlo «bailar un hornpipe sobre la mesa de la cabina». Jones nota que la unión entre Ralph y Josephine «se vuelve aceptable sólo después de la revelación del intercambio de los niños por parte de Buttercup» y concluye que Gilbert es un «escritor de sátiras conservador [que] al final está a favor de mantener el statu quo ... y que pretendía mostrar que el amor definitivamente no nivela todos los rangos».
Existe un debate entre los expertos en Gilbert y Sullivan sobre si el dramaturgo apoya, tal y como argumenta Jones, el statu quo y lo que desea es simplemente entretener a la audiencia o si en realidad lo que pretendía era satirizar y protestar «contra las tonterías de su época». Andrew Crowther, un estudioso de las óperas del Savoy, plantea que el debate se debe a las «técnicas de inversión [de Gilbert] junto a la ironía y al desorden» que causan que «el significado superficial de sus escritos» sea «el opuesto del significado subyacente». Crowther argumenta que Gilbert desea «celebrar» las normas de la sociedad mientras que al mismo tiempo satiriza esas mismas convenciones. En H.M.S. Pinafore, la cual sentó las bases para las óperas del Savoy posteriores, Gilbert encontró una manera para expresar su conflicto interno que «a la vez tenía un atractivo tremendo para el público» y crea «una parodia muy inteligente del melodrama náutico... [aunque] controlada por las mismas reglas de las que se burla». Mientras que los dramas náuticos enaltecen al marinero común, Gilbert hace que el defensor de la igualdad, sir Joseph, sea un miembro pomposo y mal informado de la clase dirigente, quien hipócritamente no puede aplicar a sí mismo las ideas de igualdad. El héroe de la obra, Ralph, se convence de su valor como resultado los discursos igualitarios de sir Joseph y declara su amor por la hija del capitán, tirando por la borda el orden social aceptado. Crowther sugiere que, en este punto, la lógica del argumento satírico de Gilbert indica que Ralph debería ser arrestado, pero para satisfacer las convenciones sociales, Gilbert crea una absurdidad: el capitán y Ralph fueron intercambiados cuando eran bebés. Con este accidente, Ralph se convierte en un esposo apropiado para Josephine y tanto el orden social como el deseo de un final romántico feliz quedan satisfecho a la misma vez. Crowther concluye que «tenemos una ópera que utiliza todas las convenciones de los melodramas y las ridiculiza, pero al final es difícil determinar quién ha ganado: si las convenciones o el ridículo». Por esta razón, H.M.S. Pinafore encontró una base muy amplia para su éxito ya que era atractiva a la audiencia intelectual que buscaba sátira, la clase media que deseaba una confirmación cómoda del «orden social existente» y la clase trabajadora que veía una victoria melodramática para el hombre común.

### Análisis musical
De acuerdo con el musicólogo Arthur Jacobs, el argumento de la obra «desató admirablemente el genio de Sullivan». El compositor abrazó el ambiente náutico de la obra; en «We Sail the Ocean Blue», por ejemplo, «presenta una variación de la saloma tradicional». Igualmente, en la primera canción del Capitán, «I am the Captain of the Pinafore», este admite que su caballerosidad «nunca... bueno, casi nunca», le permite usar malas palabras con sus subalternos y que, aunque tiene experiencia en el mar, «casi nunca» sufre de mareos. En esta canción, Sullivan «encontró de manera certera la musicalización adecuada para la frase “What never?”... ingeniosamente afinada... a través de un toque cromático del fagot». Audrey Williamson argumentó que la música de H.M.S. Pinafore es puramente inglesa y libre de influencias europeas en su mayoría, desde el orfeón de Ralph, el segundo contramaestre y el carpintero hasta «For he is an Englishman».

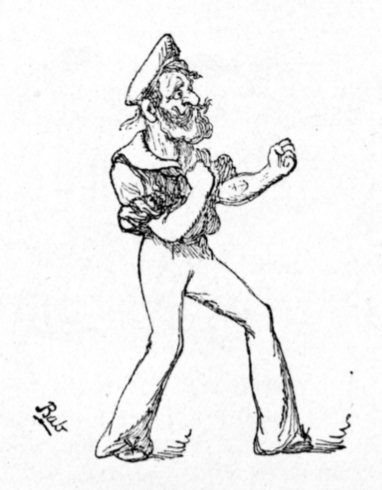
Ilustración de Gilbert de 1906 de «Un marinero británico» («A British tar»).

Las canciones más conocidas de la ópera son «I'm called Little Buttercup», un vals que introduce a una mujer de un bote vivandero, el cual Sullivan repite en el entreacto y al final del acto II para que quede en la mente de los espectadores, y «A British tar», un orfeón para tres voces describiendo al marinero ideal, que fue compuesto por sir Joseph para «alentar el pensamiento y la acción independiente en los ramas bajas del servicio y para enseñar el ideal de que un marinero británico es igual a cualquier hombre, excepto yo». La sonorización en esta pieza se adelanta a la letra satírica que se burla de las obras teatrales sobre «igualdad» y a la vez resalta la hipocresía de sir Joseph. Otra canción popular es «When I was a Lad», cantada por el personaje de sir Joseph y en la que se narra su ascenso meteórico en la política, similar al de William Henry Smith, un empresario civil que alcanzó la posición del Primer Lord del Almirantazgo en 1877.
En H.M.S. Pinafore, Sullivan utiliza tonalidades en modo menor para crear un efecto cómico, como por ejemplo en «Kind Captain, I've important information» o en «Sorry her lot», en la cual crea un efecto de sorpresa cuando usa la subdominante menor. El biógrafo Gervase Hughes escribió que el coro inicial lo impresionó al incluir «una vigorosa melodía naval... en una tonalidad circunspecta, do mayor, una modulación a la mediante menor, donde para nuestra sorpresa un quejumbroso oboe nos da los primeros versos de “Sorry her lot” en compás de 2/4. Concluye en la dominante si mayor, y prosiguen los violines (todavía en 2/4) que nos presentan a Little Buttercup... Conociéndola en estas circunstancias uno jamás esperaría que se revelara posteriormente como una reina del vals». Hughes añade: «el fagot y los contrabajos... afirman vigorosamente quien es el capitán del Pinafore... en la tonalidad inusual de la bemol menor... Buttercup hace un último y desesperado intento por hacerse oír en re bemol menor, pero los otros parecen que nunca han sabido que una tonalidad tan extravagante así haya existido, por lo que rápidamente todos cambian a do mayor en el clásico 6/4».
De acuerdo con Jacobs, «Ralph, el capitán Corcoran, sir Joseph y Josephine viven en su música interactiva (particularmente en “Never mind the why and wherefore”) y de igual manera dos personajes que son parodia de las óperas o los melodramas son colmados con recursos musicales: Little Buttercup, “con sangre gitana en sus venas”, y Dick Deadeye con sus pasos pesados». Jacobs también opinó que la sensible con la que empieza «Never mind the why and wherefore» «sirve para enfatizar la frase como una apoyatura al estilo de Johann Strauss». El musicólogo David Russell Hulme resaltó cómo Sullivan parodiaba los estilos operáticos, «especialmente los recitativos handelianos y la escena de la fuga de los novios (evocativa de muchas conspiraciones nocturnas en óperas), pero lo mejor de todo es la parodia de las canciones patrióticas en “For he is an Englishman!”» La canción de Buttercup en el Acto II, en la cual revela el cambio de los bebés, es precedida por una cita de «Erlkönig» de Franz Schubert y es una parodia de la ópera El trovador. Jacobs comenta que Sullivan también añade elementos humorísticos propios al ambientar escenas normales en «recitativos al estilo de Donizetti» y que a la vez, en el lado serio, realza los elemento de clímax emocional verdadero, como en el aria de Josephine en el Acto II, y añadió interés musical a la obra al «cambiar sutilmente los ritmos y la agrupación de los compases».

## Grabaciones
Se han realizado grabaciones de la ópera en muchas ocasiones desde 1907. El académico Ian Bradley contó que había 17 grabaciones de la ópera disponibles en CD en 2005. Entre las grabaciones más notables están la de 1930 que cuenta con las actuaciones de los principales actores de la D'Oyly Carte Opera Company de esa época, la de D'Oyly Carte de 1960, que contiene todo el diálogo y fue criticada positivamente, la de Mackerras de 1994, que contó con la participación de cantantes de grand opéra en los papeles principales y cuya música fue elogiada por los expertos, y la de la New D'Oyly Carte Opera Company de 2000, que también contiene todo el diálogo y la balada perdida «Reflect, my child». También sobresale la grabación en danés de 1957, al ser una de las pocas grabaciones de Gilbert y Sullivan realizadas por profesionales en un idioma diferente al original.
También se han realizado varias grabaciones en video. En 1939, H.M.S. Pinafore fue elegida por la NBC para ser una de las primeras óperas transmitidas por televisión en los Estados Unidos, pero no se conserva una copia de la grabación. La D'Oyly Carte Opera Company realizó una filmación en 1973 bajo la dirección de Michael Heyland, siendo la tercera filmación realizada por dicha compañía, y, aunque muestra el estilo de esa época, es considerada aburrida por los críticos. De igual manera, Brent Walker Productions realizó una serie de filmaciones de óperas de Gilbert y Sullivan entre 1982 y 1983, pero el video de H.M.S. Pinafore de 1982 es considerado como el peor de la serie. El International Gilbert and Sullivan Festival también ofrece en su sitio web varios videos recientes de la ópera.

### Grabaciones selectas
- D'Oyly Carte (1922) - Directores de orquesta: Harry Norris y G. W. Byng.[190]
- D'Oyly Carte (1930) - Orquesta Sinfónica de Londres; director: Malcolm Sargent.[191]
- D'Oyly Carte (1949) - Director: Isidore Godfrey.[192]
- Sargent/Glyndebourne (1958) - Pro Arte Orchestra y Glyndebourne Festival Chorus; director: Malcolm Sargent.[193]
- D'Oyly Carte (1960, con diálogo) - New Symphony Orchestra of London; director: Isidore Godfrey.[194][181][182][183]
- Gilbert and Sullivan for All (1972) - G&S Festival Chorus & Orchestra; director: Peter Murray.[195]
- D'Oyly Carte (1973, video) - Director: Royston Nash.[186]
- Stratford Shakespeare Festival (1981, video) - Director de orquesta: Berthold Carrière; director: Leon Major.[196]
- New Sadler's Wells Opera (1987) - Director de orquesta: Simon Phipps.[197]
- Mackerras/Telarc (1994) - Orquesta y Coro de la Ópera Nacional Galesa; director: Charles Mackerras.[198]
- Essgee Entertainment (1997, video) - Director de orquesta: Kevin Hocking.[199]
- New D'Oyly Carte Opera Company (2000, con diálogo) - Director de orquesta: John Owen Edwards.[200]

## Adaptaciones
H.M.S. Pinafore ha sido adaptada a diversos medios. El mismo Gilbert escribió un libro infantil en 1909 titulado The Pinafore Picture Book, con ilustraciones Alice B. Woodward, el cual recuenta la historia de la ópera y proporciona detalles que no están en el libreto original. Varios otros libros infantiles inspirados por H.M.S. Pinafore han sido publicados desde entonces.
También se han realizado varias adaptaciones teatrales. Entre los ejemplos más notables está un musical de Broadway de 1945 titulado Hollywood Pinafore, con un libreto de George S. Kaufman y con la música original de Arthur Sullivan. Esta versión fue reestrenada en varias ocasiones, incluyendo una en Londres en 1998. Otro adaptación musical fue estrenada en 1945, Memphis Bound!, escrita por Don Walker, protagonizada por Bill Robinson y con un elenco compuesto por afroamericanos. En 1940, la American Negro Light Opera Association produjo Tropical Pinafore, la primera de varias adaptaciones ambientadas en el Caribe. Una adaptación yidis de H.M.S. Pinafore titulada Der Shirtz (El delantal en yidis) fue escrita por Miriam Walowit en 1952 para un grupo de mujeres judías de Brooklyn y se grabaron 12 canciones. En los años 1970, Al Grand, inspirado por estas canciones, motivo a la Gilbert and Sullivan Long Island Light Opera Company a incluirlas en su repertorio. Posteriormente, junto con Bob Tartell, tradujo el resto de las canciones y preparó una producción teatral, Der Yiddisher Pinafore que continuó presentándose durante más de dos décadas.
Essgee Entertainment produjo una versión de H.M.S. Pinafore en 1997 en Australia y Nueva Zelanda que ha sido reestrenada en varias ocasiones. Otra adaptación es Pinafore! (A Saucy, Sexy, Ship-Shape New Musical), con un libreto de Mark Savage, fue estrenada en el Celebration Theatre en Los Ángeles el 7 de septiembre de 2001 bajo la dirección del mismo Savage, permaneció en cartelera durante nueve meses y que en 2003 se presentó en Chicago y Nueva York. En esta versión sólo hay un personaje femenino y los personajes masculinos son homosexuales. Belva Records lanzó una grabación con el elenco original en 2002. Pinafore Swing es otra adaptación, estrenada en el Watermill Theatre en Inglaterra en 2004, con música de Sarah Travis y dirigida por John Doyle. En esta versión, ambientada en 1944, los personajes son miembros de una banda que se presenta en una embarcación militar en el Atlántico durante la Segunda Guerra Mundial. La producción usó un reparto pequeño, que también sirve como orquesta, y la música tiene ritmos de swing.

## En la cultura popular
Varias canciones de esta ópera aparecen brevemente en la popular telecomedia Los Simpson. Hacia el final del episodio El cabo del miedo, perteneciente a la quinta temporada y que parodia la película homónima, el Actor Secundario Bob interpreta brevemente varias canciones de esta obra a petición de Bart Simpson.

## Influencia cultural

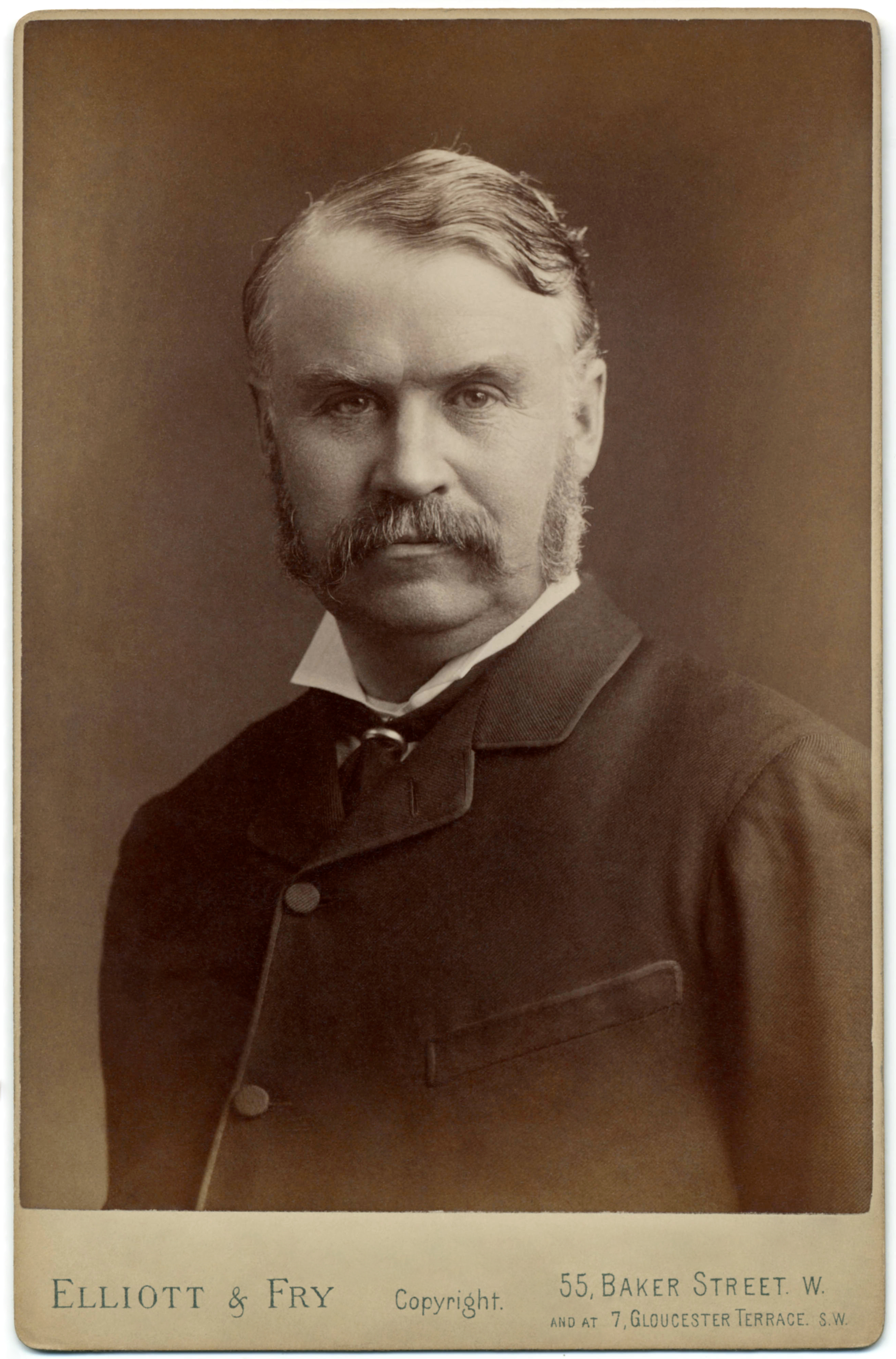
W.S. Gilbert, c. 1878.

H.M.S. Pinafore ha tenido gran impacto en la cultura popular, particularmente en el desarrollo del teatro musical. El historiador teatral John Kenrick comenta que la obra «se convirtió en un sensación internacional, cambiado la forma del teatro comercial en Inglaterra y Estados Unidos» y el crítico Andrew Lamb considera que «el éxito de H.M.S. Pinafore en 1879 colocó a la ópera cómica británica al mismo nivel de la ópera bouffe francesa en todo el mundo angloparlante». El historiador John Bush Jones opina que las óperas del Savoy demuestran que el teatro musical «pueden tocar temas políticos y sociales contemporáneos sin sacrificar el entretenimiento» y que H.M.S. Pinafore inauguró un nuevo modelo teatral, el musical «integral», en el cual «el libreto y la música se combinan para formar una unidad». Jones añade que «la popularidad sin precedentes [de la ópera] fomentó la creación de una audiencia estadounidense para el teatro musical, mientras que la producción se convirtió en un modelo de forma, contenido e incluso de intención para todos los musicales desde entonces, especialmente para aquellos socialmente relevantes». La popularidad de la ópera también generó un gran número de adaptaciones, algunas mencionadas arriba, e incluso se han escrito obras que muestra una producción ficticia de H.M.S. Pinafore o que utilizan su música. De hecho, la primera parodia de la ópera fue presentada en la Opera Comique en 1882, tan sólo cuatro años después del estreno, y fue un burlesque titulado The Wreck of the Pinafore por H. Lingard y Luscombe Searelle y en la que el Pinafore naufraga y los personajes quedan abandonados en una isla desierta. Esta versión recibió una crítica positiva de The Era, en la que se indicaba que era «notable principalmente por su impudicia».
De la misma manera, la popularidad de la obra ha hecho que muchas de sus canciones de la ópera también han sido parodiadas o usadas como pastiches en películas, televisión y en otros medios. Muchos músicos han usado las canciones por su efecto cómico y satírico, como por ejemplo, en su álbum de 1963 My Son, the Celebrity, Allan Sherman parodió «When I was a lad» desde la perspectiva de un joven que asiste a una escuela de la Ivy League y que posteriormente escala posiciones en una agencia de publicidad. Al final de la pieza, agradece a la Universidad Yale, a Dios y a su padre «que es el presidente de la junta». Para su siguiente álbum, Sherman grabó la canción «Little Butterball» usando la misma melodía de «I'm Called Little Buttercup». La ópera también ha sido referenciado en obras literarias, como cuando el personaje de Harris intenta cantar «When I Was a Lad» en Tres hombres en un bote de Jerome K. Jerome o como en «Círculo vicioso», un cuento que aparece en Yo, robot, en donde un robot canta parte de «I'm Called Little Buttercup». De hecho, H.M.S. Pinafore es referenciada en otras dos obras de Gilbert y Sullivan: es mencionada en la «Major-General's Song» de The Pirates of Penzance y en Utopia, Limited aparece el capitán Corcoran. Algunas canciones de la ópera ha sido interpretadas por músicos de rock como Todd Rundgren, Taj Mahal y Michele Gray Rundgren, quienes cantaron «Never Mind the Why and Wherefore» en Sunday Night en 1989.

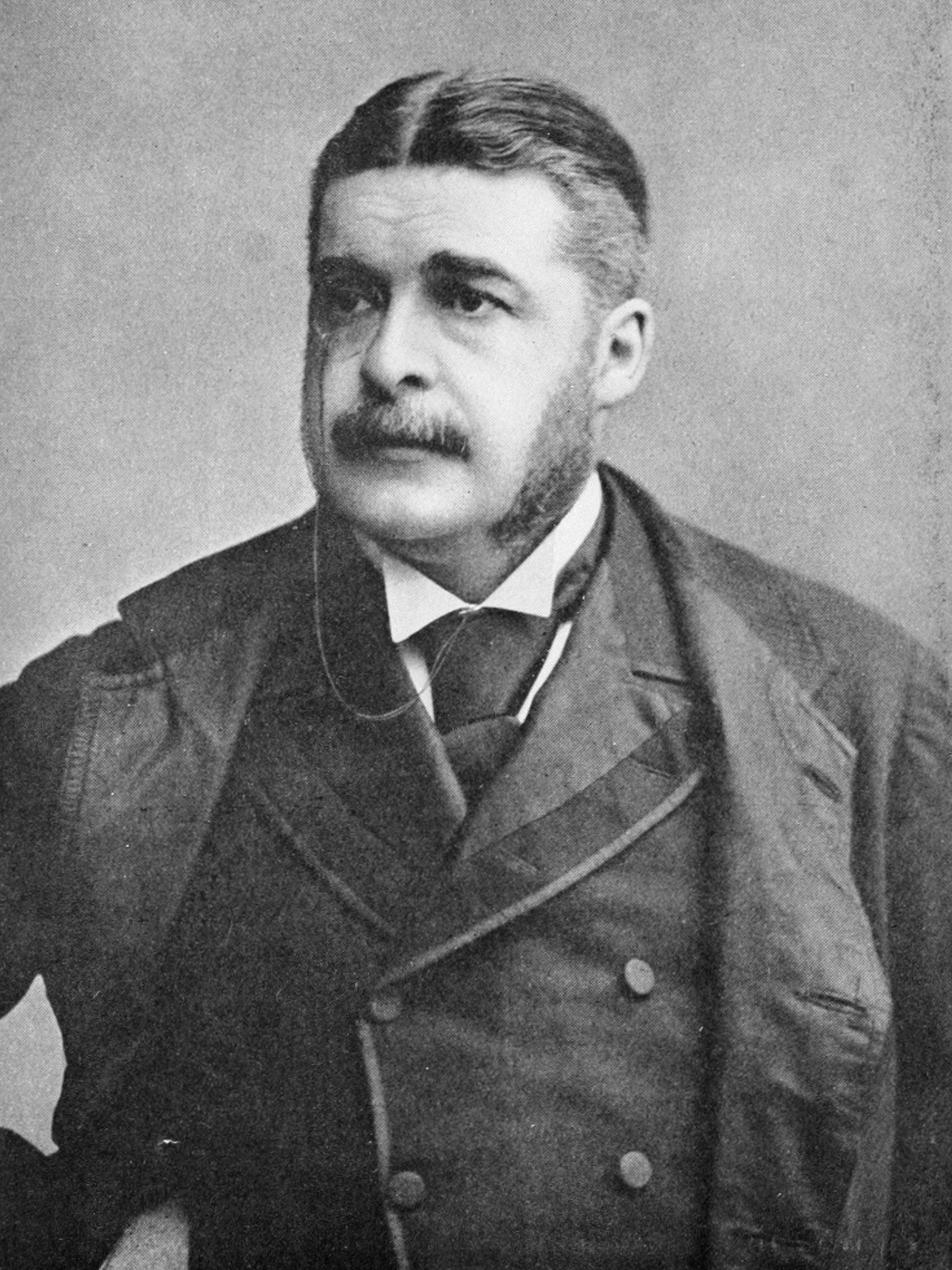
Arthur Seymour Sullivan, 1883.

La obra también ha sido utilizada en política, como por ejemplo un pastiche satírico de «Whe I Was a Lad» burlándose de Tony Blair fue compuesto en 1994 por Virginia Bottomley, secretaria de Estado para la Cultura, Medios de Comunicación y Deporte bajo John Major. Las canciones y argumento de H.M.S. Pinafore también han sido usados en publicidad extensivamente y Jones incluso considera que la obra «creó el primer despliegue de publicidad masiva en los Estados Unidos» en 1879. Entre la mercancía que se ha producido basada en la obra están un juego de cartas coleccionables de los años 1880.